# Viktória brit királynő
Viktória királynő (angolul: Queen Victoria of the United Kingdom, teljes nevén Alexandrina Victoria, tehát Alexandrina Viktória; London, 1819. május 24. – London, 1901. január 22.) Nagy-Britannia és Írország Egyesült Királyságának királynője 1837. június 20-ától, India császárnője 1876. május 1-jétől haláláig.
Viktória Eduárd kenti és strathearni hercegnek, III. György brit király negyedik fiának egyetlen gyermeke volt. A király és a kenti herceg is 1820-ban hunyt el, ezért Viktória német származású anyja, Viktória szász–coburg–saalfeldi hercegnő szigorú felügyelete alatt nevelkedett. 18 évesen lépett trónra, miután nagybátyja, IV. Vilmos örökös nélkül elhunyt. Az Egyesült Királyság ekkor már alkotmányos monarchia volt, melyben az uralkodónak csak jelképes hatalma volt. Viktória mégis nagy befolyással rendelkezett, hiszen nyomást tudott gyakorolni a kormány politikájára, és beleszólt a miniszterek kinevezésébe.
Még életében nemzeti szimbólummá vált, és úgy tekintettek rá, mint a szigorú erkölcsi elvek megtestesítőjére. 1840-ben házasodott össze unokatestvérével, Albert szász-coburgi és gothai herceggel. Kilenc gyermekük és 34 unokájuk közül 26 a kontinens különböző országainak uralkodói és nemesi családjaiba házasodott be. Ezzel érdemelte ki Viktória királynő az „Európa nagyanyja” becenevet. Albert herceg 1861-ben bekövetkezett halála után Viktória mély depresszióba süllyedt, és kerülte a nyilvánosságot. Bezárkózása következtében a republikanizmus átmenetileg megerősödött, de uralkodása második felében megint népszerű lett. Trónra lépésének 50. és 60. évfordulóján (arany- és gyémántjubileum) pompás fogadásokat és nyilvános ünnepségeket rendeztek.
63 évig és 7 hónapig tartó királysága miatt az ükunokája, II. Erzsébet mögött a második leghosszabb ideig uralkodó brit-angol koronás fője volt, és ott szerepel minden idők leghosszabb ideig trónon lévő uralkodói között. Róla nevezték el az angol 19. századot viktoriánus kornak, amelyet az angol történészek az Egyesült Királyság fénykorának tekintenek. Ez volt az ipari, kulturális, politikai, tudományos és katonai változások kora az Egyesült Királyságban, amelyet a Brit Birodalom további terjeszkedése fémjelzett. Ennek során a birodalom területe megháromszorozódott, és elérte a 25 900 000 km²-t, fennhatósága alá összesen 410 millió ember tartozott. Az ipari forradalom alatt vált országa a világ vezető ipari hatalmává. Ő volt a Hannoveri-ház utolsó uralkodója. Fia és utóda, VII. Eduárd volt a Szász–Coburg–Gothai-ház megalapítója.

## Születése és gyermekkora
Viktória apja Eduárd kenti és strathearni herceg, az éppen trónon lévő III. György brit király negyedik fia, anyja pedig a német Viktória szász-coburg-saalfeldi és kenti hercegnő volt, akinek fivére, Lipót, Sarolta Auguszta walesi hercegnőt vette el, később pedig I. Lipót néven belga király lett. 1819-ig Sarolta volt III. György egyetlen törvényes unokája és a trón várományosa. 1817-ben bekövetkezett halála azonban utódlási válságot idézett elő az Egyesült Királyságban, ami rákényszerítette az ekkor már 50 éves kenti herceget, hogy minél gyorsabban megházasodjon és gyereket nemzzen. 1818-ban vette el az özvegy Viktória hercegnőt. Egyetlen gyermekük, Alexandrina Viktória, 1819. május 24-én, hajnali 4 óra 15 perckor született a Kensington-palotában, Londonban.

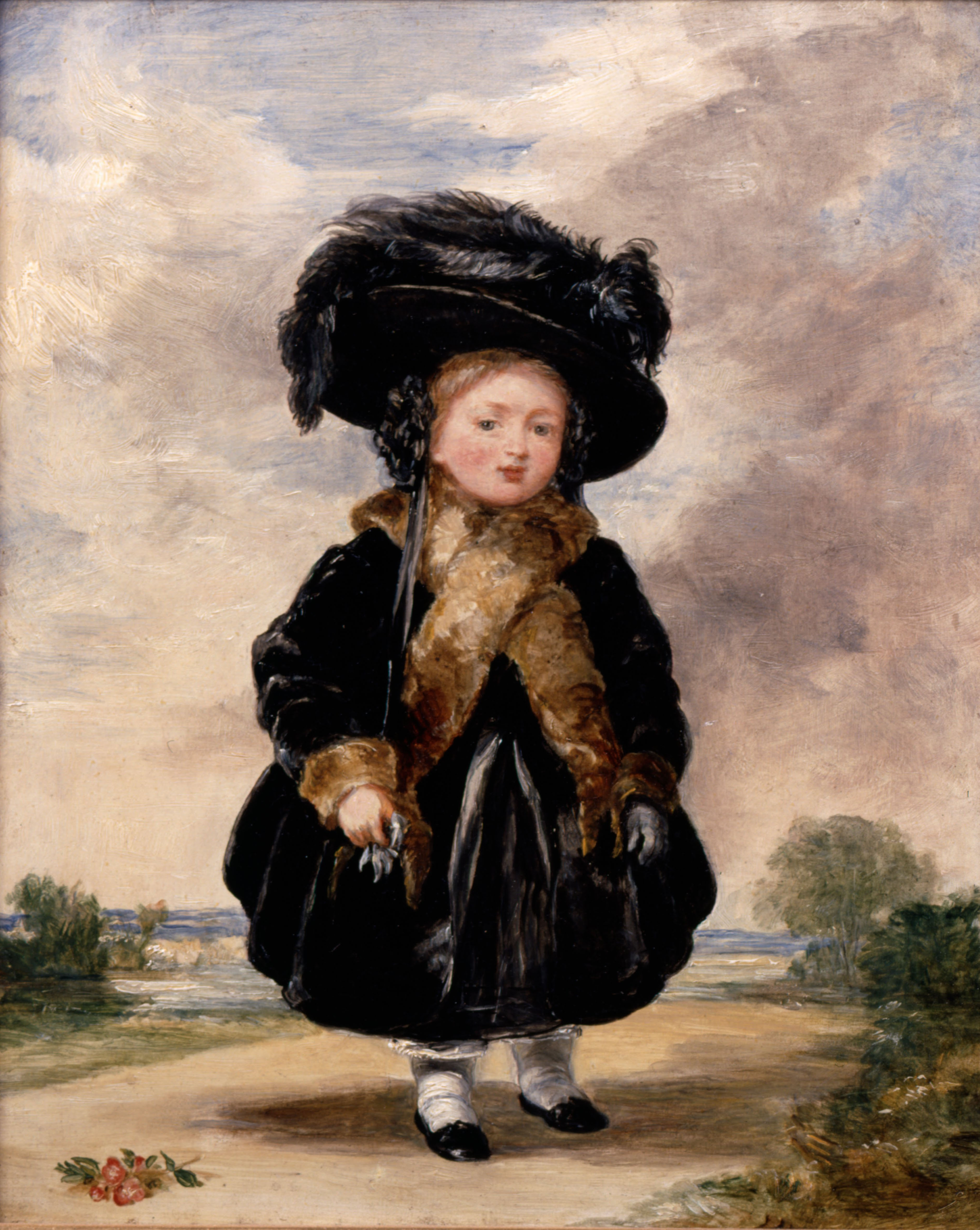
A négyéves Viktória hercegnő
Stephen Poyntz Denning 1823-as festményén

Személyesen Charles Manners-Sutton canterburyi érsek keresztelte meg 1819. június 24-én a Kensington-palota kupolatermében. Szülei a Viktória Georgina Alexandrina Sarolta Auguszta nevet javasolták, de a herceg bátyja, a régensherceg (a későbbi IV. György) utasítása szerint ebből három nevet elhagytak. Ennek megfelelően keresztelték egyik keresztszülője, I. Sándor cár után Alexandrinának, és anyja után Viktóriának. A család az előbbi név után csak Drinának becézte.
Születésekor Viktória ötödik volt a trónöröklési rendben apja és annak három bátyja, a régens herceg, a yorki herceg és a clarence-i herceg (a későbbi IV. Vilmos) után. A régensherceg azonban elhidegült feleségétől, míg a yorki herceg neje már 52 éves volt, így kicsi volt az esélye, hogy bármelyiküknek is további utóda szülessen. A kenti és a clarence-i hercegek 12 hónappal Viktória születése előtt, egy napon házasodtak meg, de az utóbbinak mindkét lánya (akik 1819-ben, illetve 1820-ban születtek), csecsemőkorban meghalt. 1820-ban meghalt Viktória apja és nagyapja is, alig egy hét különbséggel. Viktória csupán nyolc hónapos volt, amikor a kenti herceg tüdőgyulladásban meghalt. York hercege 1827-ben hunyt el. Nagybátyja, IV. György 1830-as halála után másik nagybátyja, IV. Vilmos, ideiglenes örököse lett. Állítólag amikor nevelőnőjétől, az imádott Louise Lehzen bárónőtől megtudta, hogy ő lesz Anglia következő uralkodója, azt mondta: „Nagyon jó leszek.” Az 1830-as régensségi törvény különleges jogokat biztosított a kenti hercegnőnek, hogy régensként működjön, ha Vilmos meghalna, mielőtt Viktória eléri a nagykorúságot. IV. Vilmos azonban nem bízott abban, hogy a kenti hercegnő képes lenne gyakorolni a régensi hatalmat, ezért 1836-ban az utóbbi jelenlétében kijelentette, hogy meg kívánja érni Viktória 18. születésnapját, amivel el lehetne kerülni az újabb régensséget.
A visszaemlékezések szerint a kis Drina kedves, játékos gyermek volt, aki egy szinte csak nőkből álló háztartásban nőtt fel. Édesanyja Lehzen bárónő segítségével poroszos nevelést biztosított a számára, és nagy hangsúlyt fektetett a vallásoktatásra is.

## A trón örököse

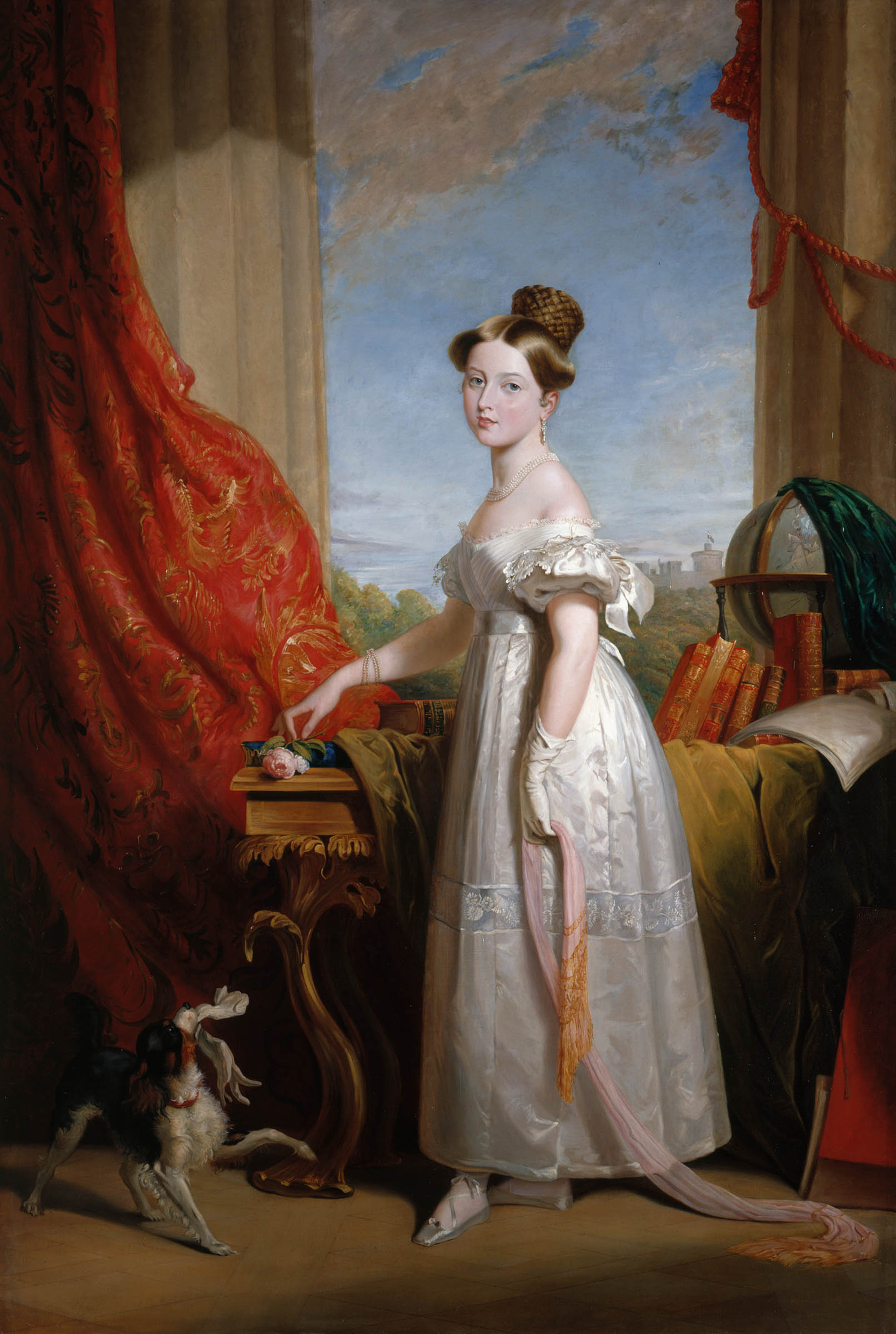
A 15 éves Viktória hercegnő spánielével, Dash-sal.
George Hayter festménye.

Viktória később „meglehetősen melankolikusnak” írta le gyerekkorát. Anyja talán túlságosan is féltette őt, ezért más gyerekektől elzárva nevelkedett az ún. „Kensington-rendszerben”, egy bonyolult szabály- és protokollrendszerben, amit a kenti hercegnő és ambiciózus titkára, Sir John Conroy dolgozott ki. (Utóbbiról az terjedt el, hogy Viktória anyjának szeretője volt.) A rendszer megakadályozta, hogy a hercegnő találkozzon bárkivel is, akit az anyja vagy Conroy nemkívánatosnak tartott, beleértve apja családjának nagy részét is. Az egész úgy volt megtervezve, hogy a fiatal trónörökösnő nevelőitől függjön. A kenti hercegnő messzire elkerülte az udvart, mert felháborítónak találta a király törvénytelen gyermekeinek jelenlétét. Valószínűleg ő inspirálta Viktória későbbi erkölcsi nézeteit (az ún. viktoriánus erkölcsöt) is azzal, hogy mindenfajta helytelen szexuális viselkedés elvetésére nevelte lányát. Viktória az anyjával osztotta meg a hálószobáját, magántanároktól tanult meghatározott órarendben, szabadidejét pedig a babáival és Cavalier King Charles spánielével, Dash-sal töltötte. Franciát, németet, latint és olaszt tanult, de otthon csak angolul beszélt.

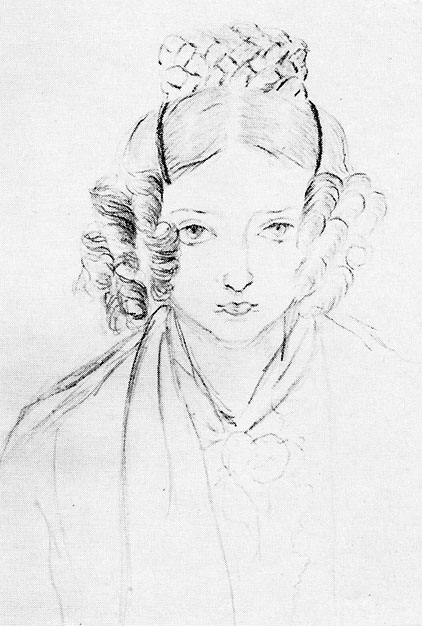
Önarckép, 1835

1830-ban a kenti hercegnő és Conroy Közép-Angliába vitte Viktóriát, hogy megnézzék a malverni hegyeket. Útközben több városban és vidéki kastélyban is megálltak. Hasonló utakat tettek Anglia egyéb tájaira és Walesbe is az ezt követő években. Vilmos király legnagyobb bosszúságára, Viktóriát minden megállónál lelkes ünnepléssel fogadták. Vilmos király ezeket az utazásokat az uralkodói felvonulásokhoz hasonlította, és úgy ítélte meg, hogy ezáltal Viktória inkább riválisának, mint az örökösének tűnik. Viktória azonban nem szerette ezeket az utazásokat. Az állandó nyilvános szereplések kifárasztották, megbetegedett és csak kevés szabadideje maradt. A király rosszallására hivatkozva megpróbált ellenállni, de az anyja Vilmos kifogásait annak irigységére hivatkozva visszautasította, és arra kényszerítette Viktóriát, hogy folytassák az utazásokat. Ramsgate-ben, 1835 októberében Viktória súlyosan megbetegedett, amit Conroy kezdetben csak gyerekes szimulálásnak minősített. Ezalatt az anyja és Conroy sikertelenül próbálta rávenni őt, hogy fogadja el a férfit személyi titkárának. A tinédzser Viktória kitartóan ellenállt anyja és Conroy ez irányú törekvéseinek. Később, királynőként, kitiltotta a férfit környezetéből, de Conroy továbbra is a kenti hercegnő udvartartásában maradt.
1836-ban a kenti hercegnő fivére, I. Lipót, aki 1831 óta a belgák királya volt, abban reménykedett, hogy összeházasíthatja unokahúgát az unokaöccsével, Albert szász-coburg-gothai herceggel. Lipót, Viktória anyja és Albert apja, I. Ernő szász-coburg és gothai herceg, testvérek voltak. Lipót elintézte, hogy Viktória anyja 1836 májusában meghívja Coburg rokonait látogatásra, azzal a céllal, hogy bemutassák egymásnak Viktóriát és Albertet. IV. Vilmos azonban ellenzett minden kapcsolatot a Coburgokkal, és inkább Sándor holland herceget, az orániai herceg (a későbbi II. Vilmos holland király) második fiát preferálta. Viktória tisztában volt a különböző házassági tervekkel, és kritikus szemmel figyelte a felvonuló kérőket. A naplója tanúsága szerint már a kezdetektől fogva élvezte Albert társaságát. A látogatás után ezt írta: „[Albert] rendkívül jóképű; a haja hasonló színű, mint az enyém; a szemei nagyok és kékek, valamint gyönyörű orra van és vonzó szája, tökéletes fogakkal; de megjelenésének igazi vonzerejét az arckifejezése adja, ami rendkívül bájos.” Ezzel szemben Sándort „rendkívül hétköznapinak” ítélte.
Viktória írt a nagybátyjának, Lipótnak, akit „legjobb és legkedvesebb tanácsadójának” nevezett, hogy megköszönje „azt a nagy boldogságot, amiben méltóztatott részesíteni, a drága Albert személyében… Ő rendelkezik minden olyan tulajdonsággal, ami szükséges ahhoz, hogy boldoggá tegyen. Rendkívül érzékeny, kedves és szeretetreméltó. Emellett ő a legkellemesebb társaság és a legvonzóbb ember, akit valaha láttam.” Viktória azonban még csak 17 éves volt, hiába érdeklődött Albert iránt, ekkor még nem tudott feleségül menni hozzá. A két fél ezért semmilyen kötelezettséget nem vállalt, de feltételezték, hogy a házasság már csak idő kérdése.

## Uralkodása

### Kezdeti évek

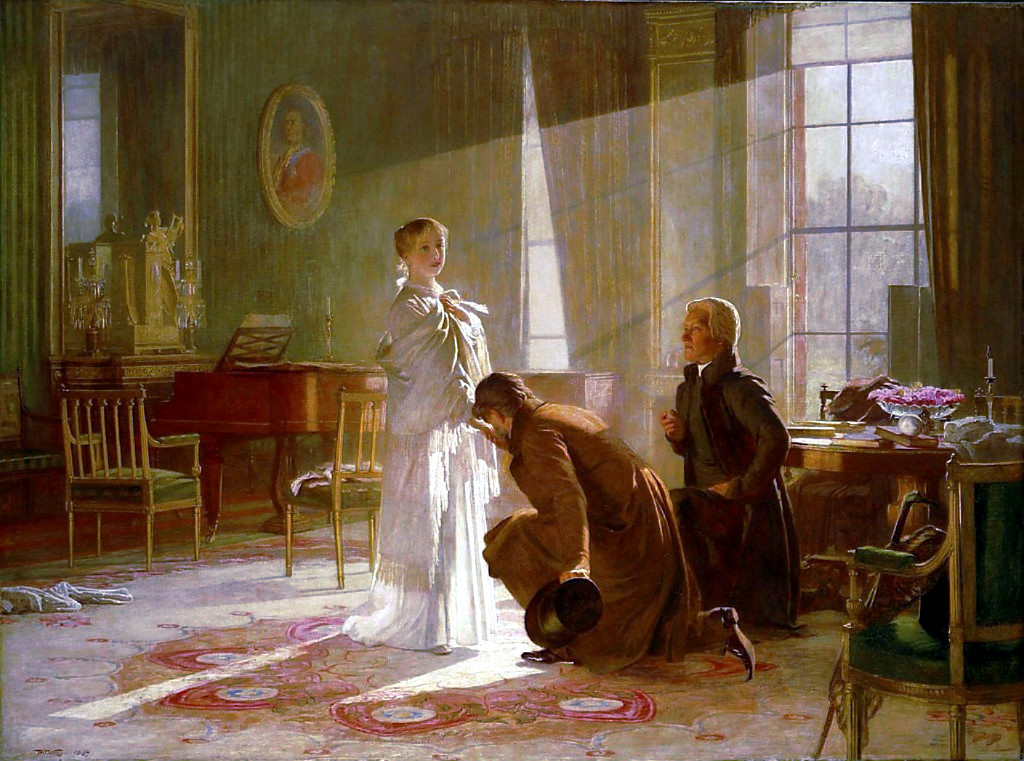
Viktória fogadja Lord Conyngham (balra) és a canterburyi érsek hódolatát

Viktória 1837. május 24-én betöltötte 18. életévét, amivel alkalmassá vált arra, hogy elfoglalja a trónt. Nem sokkal később, június 20-án, 71 éves korában meghalt IV. Vilmos brit király, és Viktória lett az Egyesült Királyság királynője. Ezt írta ekkor a naplójába: „Mama keltett reggel 6-kor, és azt mondta, hogy itt van Lord Conyngham és a canterburyi érsek, és látni szeretnének engem. Felkeltem és kimentem a nappaliba (csak a hálóköntösömet viselve) és egyedül, és fogadtam őket. Lord Conyngham közölte velem, hogy szegény nagybátyám, a király, nincs többé, mert 12 perccel hajnali 2 után eltávozott, ebből fakadóan én vagyok a királynő.” A két államférfi, miután ezt közölték vele, térdhajtással üdvözölte új királynőjüket. Az uralkodása első napján készült dokumentumok Alexandrina Viktória néven utalnak rá, de az első nevet – az ő akaratából – elhagyták, és nem használták többé.
1714 óta az Egyesült Királyság perszonálunióban állt a németországi Hannoveri Királysággal, de a száli törvény kizárta a nők örökösödését Hannoverben. Míg Viktória lett az Egyesült Királyság és a Brit Birodalom uralkodónője, Hannoverben apja öccse, Cumberland és Teviotdale népszerűtlen hercege uralkodott I. Ernő Ágost néven. Ő volt Viktória ideiglenes örököse is, amíg a királynő meg nem házasodott és gyereke nem született.

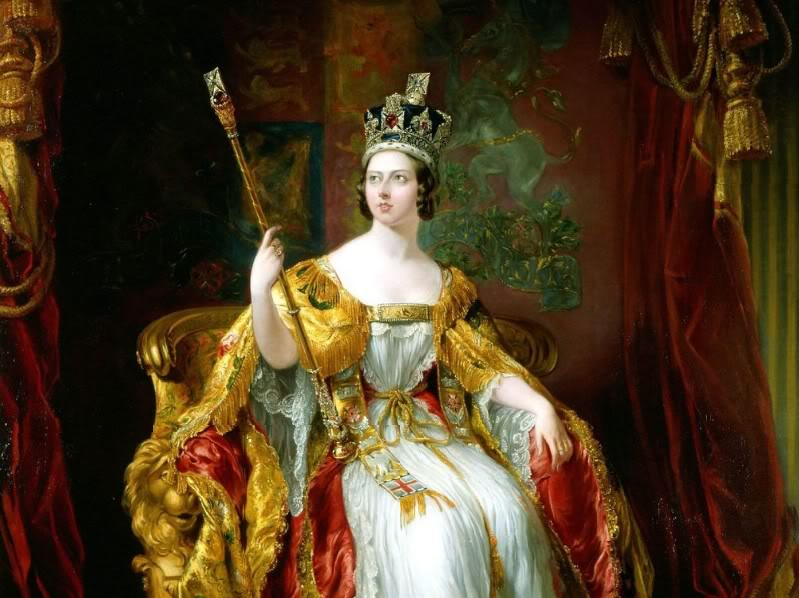
Viktória királynő koronázási portréja. George Hayter festménye

Viktória trónra lépése idején a kormányt a whig párti miniszterelnök, Lord Melbourne irányította, aki hatalmas befolyást gyakorolt a politikailag tapasztalatlan királynőre: Viktória gyakran támaszkodott az államférfi tanácsaira. Charles Granville azt feltételezi, hogy az özvegy és gyermektelen Melbourne „úgy szerette őt, mint soha nem volt lányát”, Viktória pedig talán egyfajta apafiguraként tekintett rá. A miniszterelnök nagymértékben befolyásolta az ifjú királynő politikai és társadalmi nézeteit. A koronázásra 1838. június 28-án került sor. Viktória lett az első brit uralkodó, aki a Buckingham-palotába helyezte székhelyét. Örökölte  Lancaster és a Cornwalli hercegségek jövedelmeit, illetve a kormánytól évi 380 000 font juttatást kapott. A pénzügyekben körültekintő Viktória fizette ki apja adósságait.
Uralkodása kezdetén Viktória népszerű volt, de hírneve 1839-ben egy udvari intrika nyomán csorbát szenvedett, amikor az anyja egyik udvarhölgyének, Lady Flora Hastingsnek a hasa hirtelen növekedni kezdett. Az a pletyka terjedt el, hogy az udvarhölgy Sir John Conroy törvénytelen gyermekével várandós. Viktória hitelt adott a híreszteléseknek, mivel gyűlölte Conroyt és megvetette a „gyalázatos Lady Florát”, aki a Kensington-palotában is a kenti hercegnő és Conroy tevékeny szolgálatában állt. Lady Flora először visszautasította, hogy ruhátlan orvosi vizsgálatnak vesse alá magát, de február közepén végül beleegyezett és kiderült, hogy még szűz. Conroy, a Hastings család és a parlamentben ellenzékben lévő tory párt sajtókampányt indított és azzal vádolták Viktóriát, hogy a királynő alaptalan pletykákat terjesztett Lady Floráról. Amikor Lady Flora júliusban meghalt, a boncolás során egy hatalmas daganatot találtak a máján, ez okozta a puffadást. A királynőt ekkor nyilvános megjelenéseikor a tömeg gúnyosan kifütyülte és csak „Mrs. Melbourne” néven hívták.
1839-ben Melbourne lemondott, amikor a toryk és a radikálisok (Viktória mindkét pártot megvetette), leszavazták a Jamaica alkotmányának felfüggesztéséről szóló törvényjavaslatát. A törvény megvonta volna a politikai hatalmat azoktól az ültetvény-tulajdonosoktól, akik ellenálltak az abolicionista rabszolgatörvényeknek. A királynő, miután sértetten és szomorúan vett búcsút mentorától, a bukott miniszterelnöktől, a konzervatív Sir Robert Peelt kérte fel kormányalakításra. Abban az időben szokás volt, hogy a miniszterelnök nevezi ki az uralkodó udvartartásának tagjait, akik természetesen a politikai szövetségesei és azok hitvesei voltak. A királynő öltöztetőnőinek többsége whig politikusok felesége volt, Peel pedig elhatározta, hogy tory társai feleségeivel váltja fel őket. Ez a procedúra később a hálószoba-krízis néven vált ismertté, miután Viktória, Melbourne tanácsára, tiltakozott öltöztetőnőinek elmozdítása ellen. Peel nem volt hajlandó kormányozni a királynő által támasztott megszorításokkal, ezért lemondott, lehetőséget adva ezzel Melbourne-nek, hogy visszatérjen hivatalába.

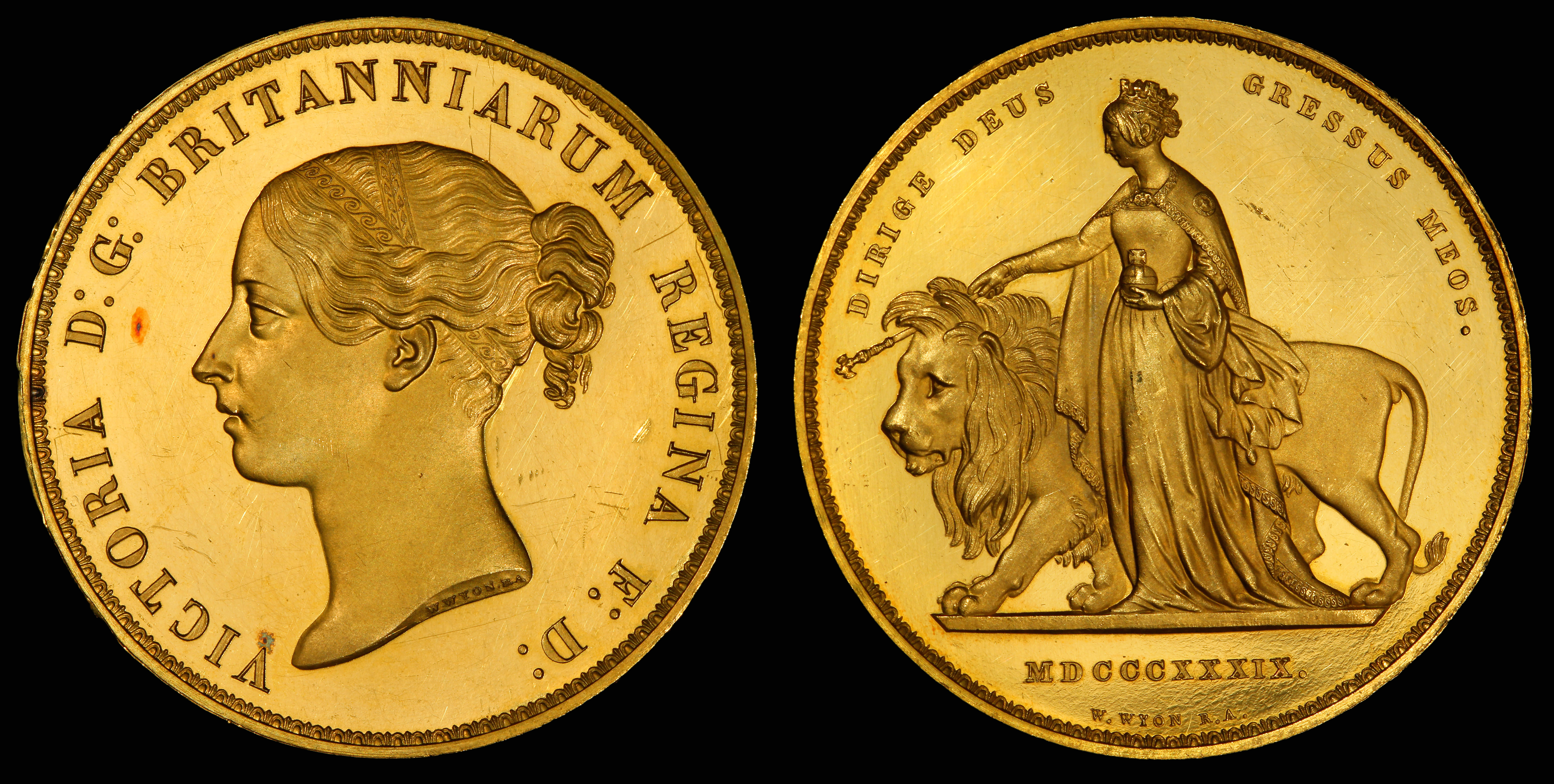
Viktória legendás 1839-es brit Una and the Lion arany 5 sovereign (5 font sterling) érméje. Súlya 37.8 gramm, átmérője: 40 mm, finomság: .917 ezrelék. Különlegessége, hogy a hagyományos előoldali portré mellett a hátlapon is a királynőt ábrázolta, egész alakban, a brit oroszlán társaságában.

### Házassága és családja

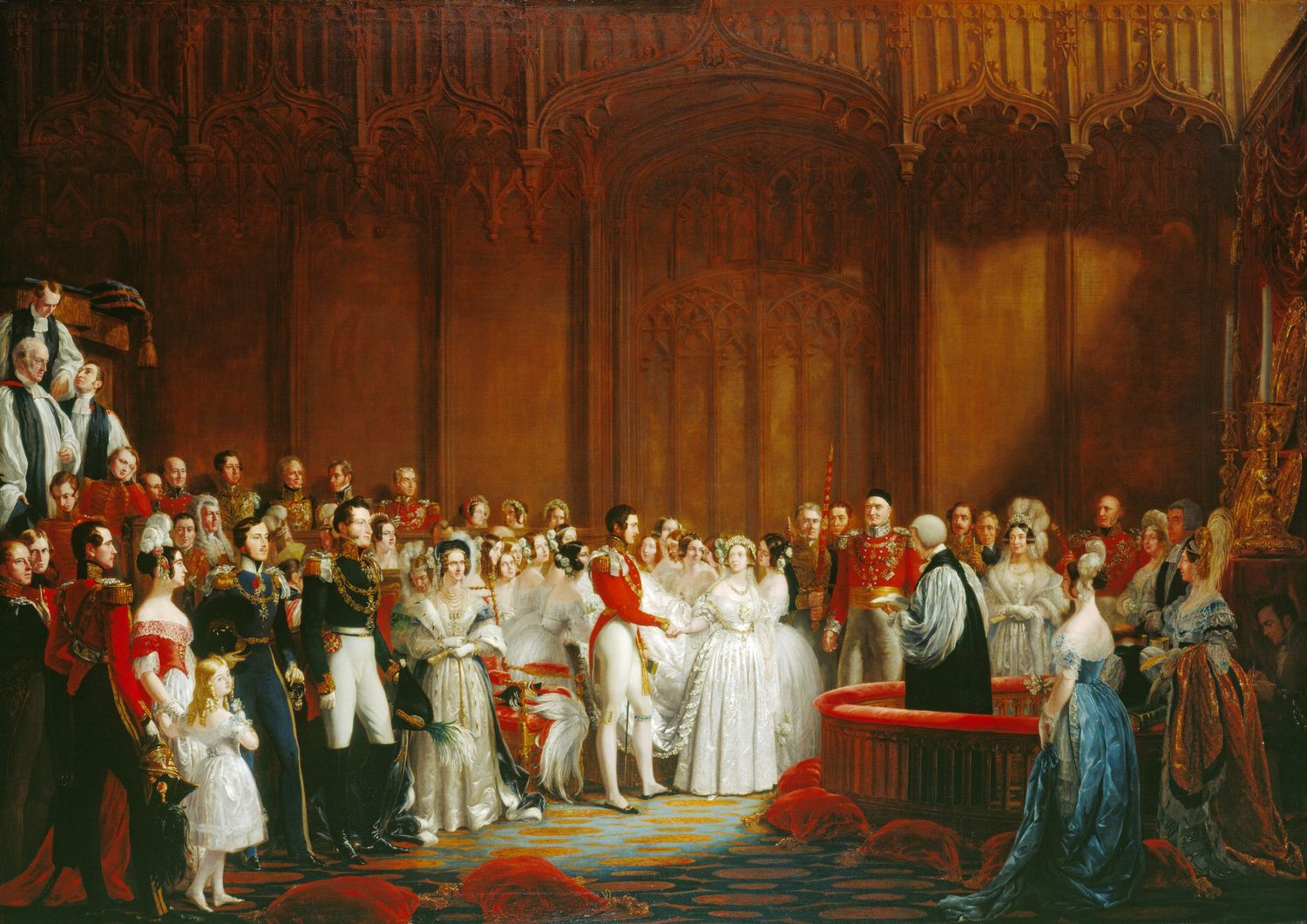
Viktória és Albert esküvője.
George Hayter festménye.

Koronázása után is, mint hajadon ifjú nőnek, Viktóriának az anyjával kellett élnie a korabeli társadalmi elvárások miatt, és vajmi keveset nyomott a latban az anya és lánya között a Kensington-rendszer miatt feszülő ellentét és Viktória ellenszenve a kenti hercegnő mellett tevékenykedő Conroy iránt. Édesanyját a Buckingham-palota egy félreeső lakosztályába költöztették, Viktória pedig gyakran megtagadta a találkozást vele. Amikor Viktória Melbourne-nek panaszkodott, hogy anyja jelenléte „gyötrelmes éveket” ígér, utóbbi megértő volt, de azt mondta, hogy a megoldást csak a házasság jelentheti, amit Viktória „botrányos [sic!] alternatívának” nevezett. Ugyan érdeklődést mutatott Albert herceg felkészítése iránt arra, hogy majdani uralkodói házastársaként miképp töltse be szerepét, de ellenállt annak, hogy elsiettessék vele a házasságot. Albert szorgalmas, poroszos mentalitású ember volt, érdekelte a tudomány és az irodalom. Rendszerető, alapos, de befelé forduló egyéniség volt, akit nehezen fogadott el az angol arisztokrácia.
Viktória további dicséretekkel halmozta el Albertet második találkozásuk alkalmával, 1839 októberében. Albert és Viktória kölcsönös vonzalmat éreztek, és a királynő 1839. október 15-én házassági ajánlatot tett a hercegnek, mindössze öt nappal azután, hogy a férfi a windsori kastélyba érkezett. Az esküvőt 1840. február 10-én tartották meg a Szent Jakab-palota királyi kápolnájában, Londonban - mivel apja ekkor már halott volt, Viktóriát kedvenc nagybátyja, Ágost Frigyes sussexi herceg kísérte az oltárhoz. Az esküvő után Viktória a mennyekben érezte magát. A ceremónia utáni éjszakát ágyban töltötte fejfájással, de naplójába írt bejegyzései extatikus hangulatról árulkodnak.
|  | „MÉG SOHA, DE SOHA nem volt részem ilyen csodálatos estében!! AZ ÉN DRÁGA DRÁGA DRÁGA Albertem… Az ő túlzó szeretete & gondoskodása hatalmas szeretettel & boldogsággal tölt el. Még csak nem is reméltem korábban, hogy ilyet fogok érezni! A karjaiba ölelt, & megcsókoltuk egymást újra & újra. A szépsége, kedvessége & nagyvonalúsága – hogy lehetek valaha is elég hálás azért, hogy egy ilyen Férjem lehet!… Azt, amit gyengédségnek hívnak, még sohasem éreztem ilyen erővel – ez a boldogság hihetetlen volt! Ó! Ez volt életem legboldogabb napja!” |
|  | |

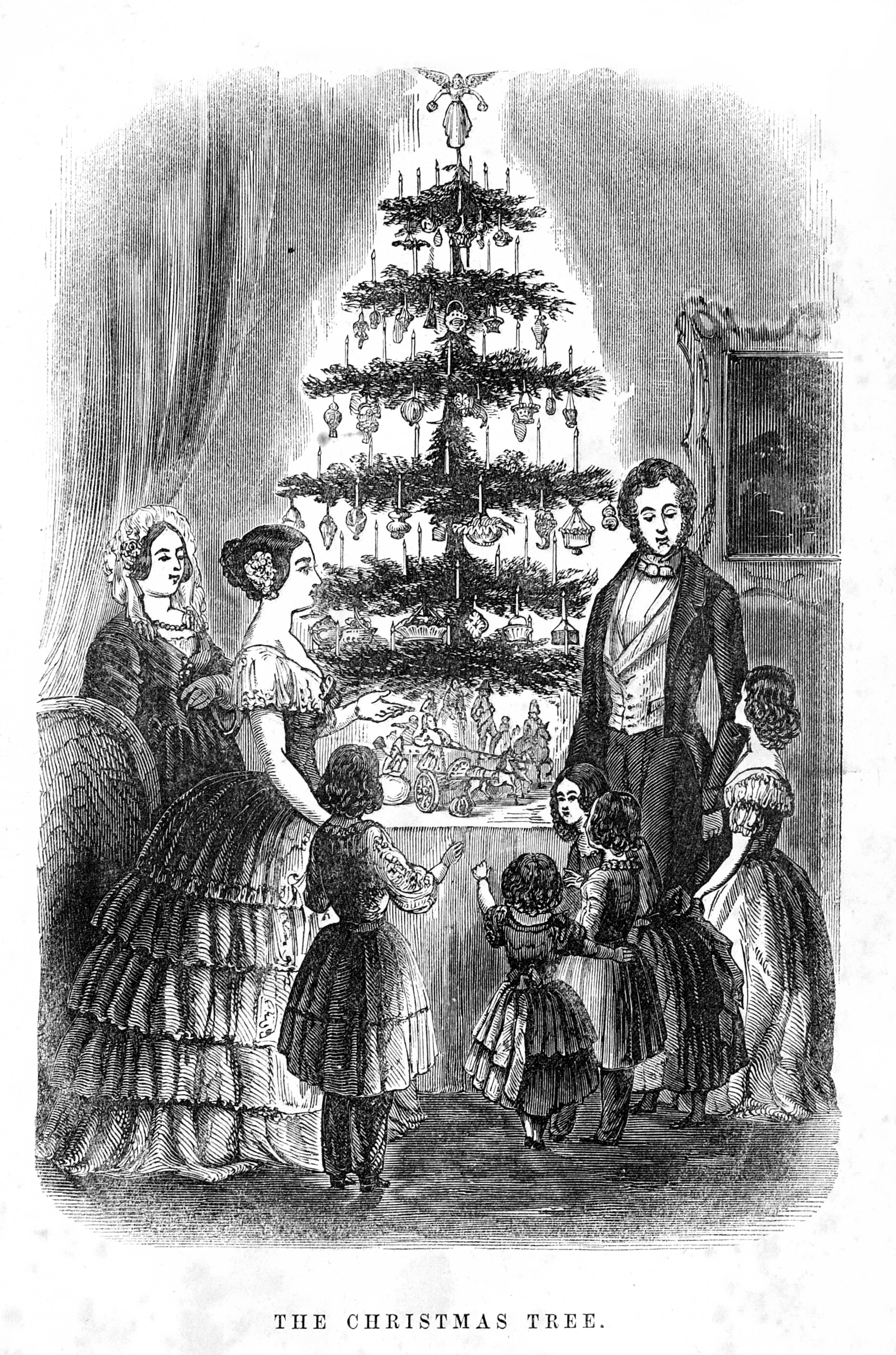
Az első feldíszített karácsonyfát Viktória és Albert állította Angliában, az Illustrated London News rajza, 1848

Albert fontos és befolyásos tagjává vált Viktória környezetének, elmozdítva „pozíciójából” Lord Melbourne-t, mint domináns személyiséget Viktória életében. Albert nem kereste a kalandokat, a házasságában hűséges és elkötelezett férj volt, nem szeretett vadászni és nem ivott, így eléggé kilógott az angol úri társaságból. Viktória anyját kilakoltatták a palotából és az Ingestre Házba, a Belgrave térre költöztették. Auguszta Zsófia hercegnő 1840-es halála után Viktória anyja megkapta a Clarence és a Frogmore House-t. Albert közvetítésével az anya és lánya közti viszony lassan javulásnak indult.

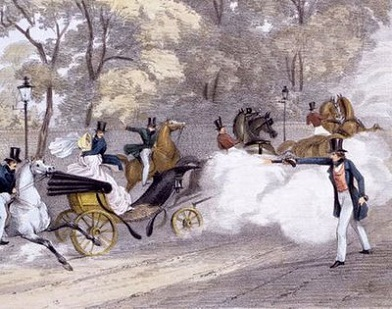
Kortárs litográfiája Edward Oxfordról és a Viktória elleni gyilkossági kísérletről, 1840

Viktória házassága első hónapjaiban, első terhessége alatt, 1840-ben a 18 éves Edward Oxford megpróbálta meggyilkolni őt, amikor épp Albert herceg társaságában nyitott kocsiban utazott az anyja meglátogatására. Oxford kétszer lőtt, de mindkét lövés célt tévesztett. Felségárulással vádolták meg és bűnösnek találták, de elmebajára hivatkozva felmentették. Közvetlenül a támadás után Viktória népszerűsége megugrott, feledtetve a Hastings-ügy és a hálószoba-krízis miatt elégedetlenséget. 1840. november 21-én született lányát szintén Viktóriának nevezték el. A királynő utált terhes lenni, a szoptatást undorítónak találta, és újszülött gyermekét rendkívül csúnyának tartotta. Ennek ellenére neki és Albertnek még további nyolc gyermeke született.
Viktória háztartását gyermekkori nevelőnője, a hannoveri Louise Lehzen bárónő irányította. Lehzennek meghatározó befolyása volt Viktóriára, és támogatta őt a Kensington-rendszer ellenében. Albert azonban inkompetensnek tartotta a bárónőt és féltette tőle lánya egészségét. Lehzent nyugdíjazták a Viktória és Albert között kitört indulatos vita után, és Lehzen szoros kapcsolata a királynővel véget ért.
| Viktória brit királynő gyermekei | Viktória brit királynő gyermekei | Viktória brit királynő gyermekei | Viktória brit királynő gyermekei |
| Név                              | Születés                         | Halál                            | Megjegyzés |
| -------------------------------- | -------------------------------- | -------------------------------- | --- |
| Viktória hercegnő                | 1840. november 21.               | 1901. augusztus 5.               | 1858-ban ment hozzá Frigyes porosz koronaherceghez, a későbbi III. Frigyes császárhoz és porosz királyhoz (1831–1888) Négy fiuk és négy lányuk született (köztük II. Vilmos német császár és Zsófia görög királyné).          |
| Eduárd herceg                    | 1841. november 9.                | 1910. május 6.                   | A későbbi VII. Eduárd király. 1863-ban vette el Alexandra dán királyi hercegnőt (1844–1925). Három fiuk és három lányuk született (köztük V. György brit király és Matild norvég királyné).                                   |
| Aliz hercegnő                    | 1843. április 25.                | 1878. december 14.               | 1862-ben ment hozzá IV. Lajos hesseni nagyherceghez (1837–1892). Két fiuk és öt lányuk született (köztük Hesseni Alekszandra Fjodorovna orosz cárné).                                                                         |
| Alfréd herceg                    | 1844. augusztus 6.               | 1900. július 31.                 | Később Szász–Coburg–Gotha hercege. 1874-ben vette el Marija Alekszandrovna Romanova orosz nagyhercegnőt (1853–1920). Egy fiuk (egy további még az anyaméhben meghalt) és négy lányuk született (köztük Mária román királyné). |
| Ilona hercegnő                   | 1846. május 25.                  | 1923. június 2.                  | 1866-ban ment hozzá Krisztián schleswig–holstein–sonderburg-augustenburgi herceghez (1831–1917). Három fiuk (egy további még az anyaméhben meghalt) és 2 lányuk született.                                                    |
| Lujza hercegnő                   | 1848. március 18.                | 1939. december 3.                | 1871-ben ment hozzá John Douglas Sutherland Campbellhez, Lorne márkijához és később Argyll 9. hercegéhez (1845–1914), aki később Kanada kormányzója lett (1878–1883). Gyermekük nem született.                                |
| Artúr herceg                     | 1850. május 1.                   | 1942. január 16.                 | Connaught és Strathearn hercege. 1879-ben vette el Lujza Margit porosz hercegnőt (1860–1917). Egy fiuk és két lányuk született.                                                                                               |
| Lipót herceg                     | 1853. április 7.                 | 1884. március 28.                | Albany hercege, hemofíliás volt. 1882-ben vette el Ilona waldeck és pymonti hercegnőt (1861–1922). Egy fiuk és egy lányuk született.                                                                                          |
| Beatrix hercegnő                 | 1857. április 14.                | 1944. október 26.                | 1885-ben ment hozzá Henrik battenbergi herceghez (1858–1896). Három fiuk és egy lányuk született (Battenbergi Viktória Eugénia spanyol királyné).                                                                             |

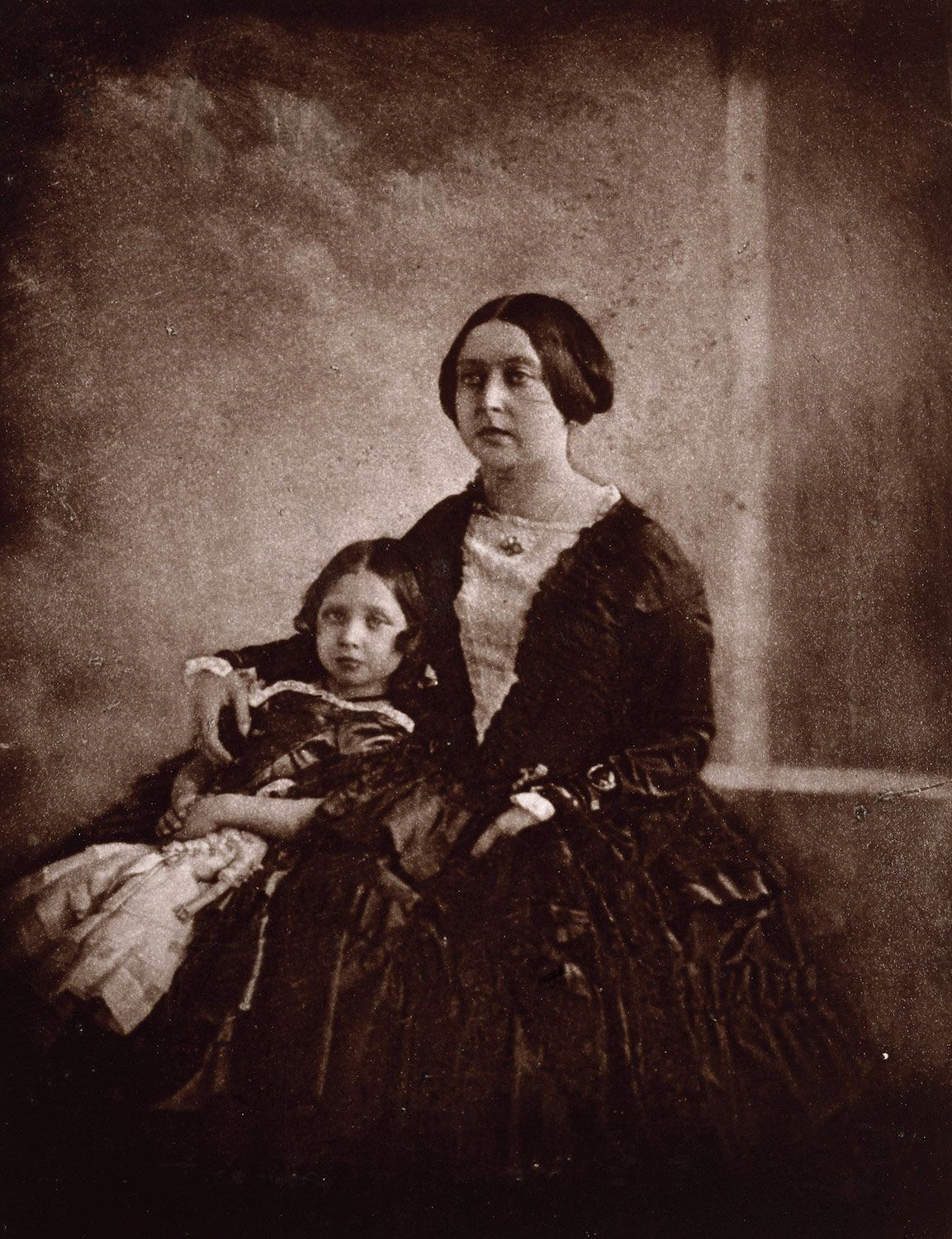
A legkorábbi ismert fotó Viktóriáról, legidősebb lányával, 1844 körül

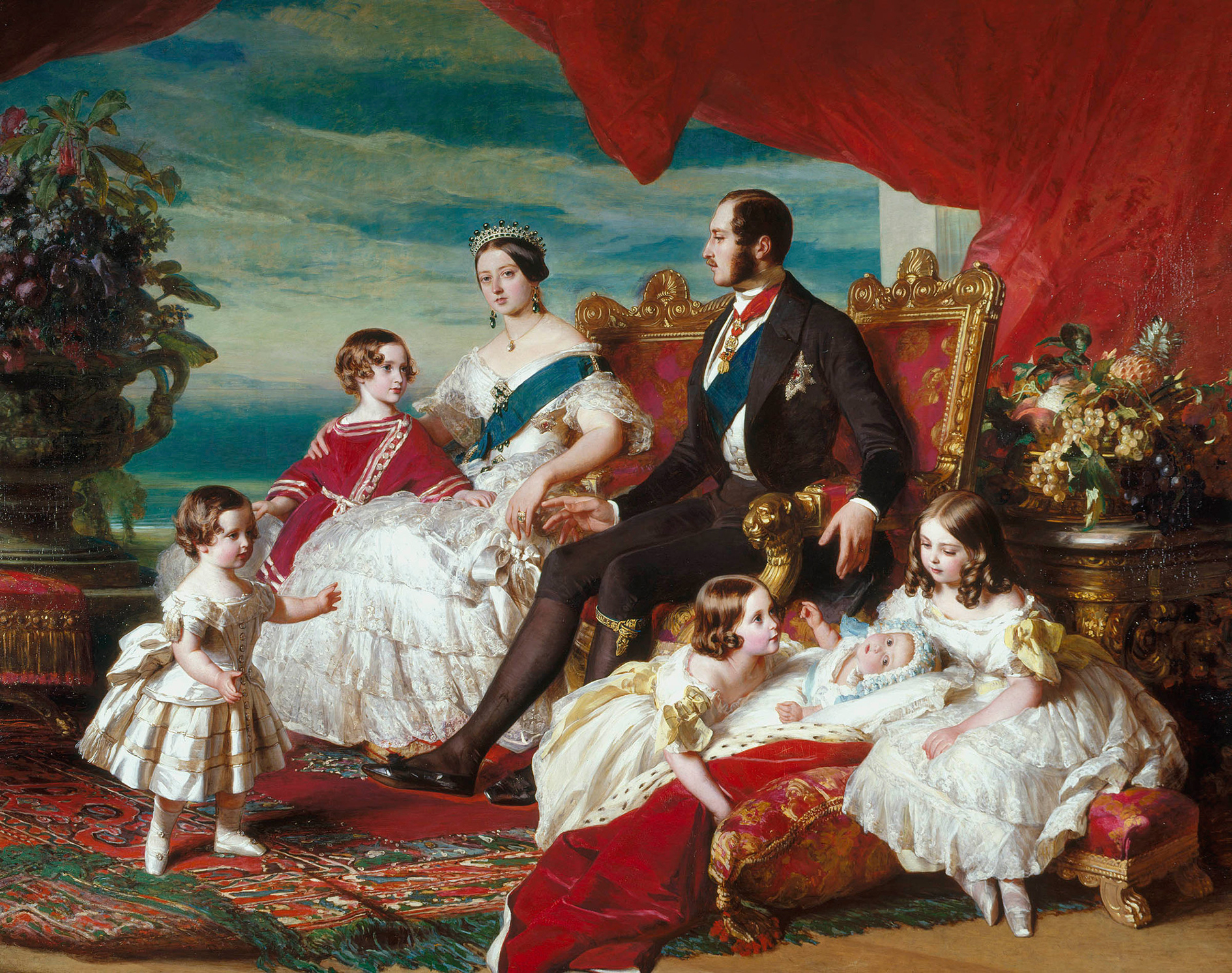
Viktória királynő családja 1846-ban, Franz Xaver Winterhalter festményén. Balról jobbra: Alfréd és Eduárd hercegek; a királynő és Albert herceg; Aliz, Ilona és Viktória hercegnők.

A királyi család az angol társadalomban példaértékűnek számított: az ideális család megtestesülése volt, amelyben nincsenek botrányok vagy afférok, hanem szigorú rend, erkölcs és összetartás uralkodik.

### 1842–1860
1842. május 29-én Viktória kocsival hajtott végig a londoni The Mallon, amikor egy bizonyos John Francis pisztolyt fogott rá, de nem lőtt. A következő napon Viktória ugyanezen az úton haladt végig, de már gyorsabban hajtott és többen kísérték, hogy kiprovokáljanak Francisből egy újabb próbálkozást, hogy elkaphassák és a törvény elé állítsák. Ahogy számítottak rá, Francis elsütötte a fegyverét, de egy civil ruhás rendőr elfogta és felségárulás címén elítélték. Július 3-án, két nappal az után, hogy Francis halálbüntetését deportálásra módosították, egy John William Bean nevű férfi is rálőtt a királynőre, de a pisztoly csak papírral és dohánnyal volt töltve. Oxford úgy érezte, hogy a merényleteket az ő 1840-es felmentése ösztönözte. Beant 18 hónapos börtönre ítélték. Egy hasonló esetben, 1849-ben, egy ír munkanélküli, William Hamilton egy puskaporral töltött pisztollyal lőtt rá Viktória kocsijára, amikor az végighaladt a londoni Constitution Hillen. 1850-ben a királynő sérüléseket szenvedett, amikor egy feltételezhetőleg elmebeteg, leszerelt katonatiszt, Robert Pate megtámadta. Kocsikázás közben Pate sétapálcájával rácsapott a királynő fejére, széthasítva a kalapját és felsértve az arcát. Mind Hamiltont, mind Pate-et hét évi deportálásra ítélték.

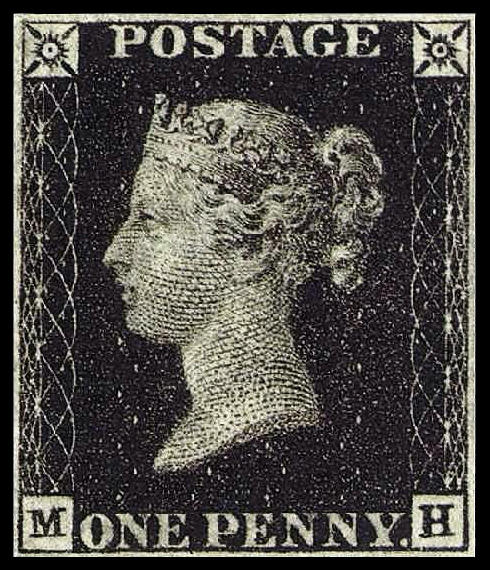
A világ első postabélyege, a Penny Black Viktória királynő portréjával 1840-ből.

Melbourne befolyása Viktória uralkodásának első évei óta gyengült a képviselőházban, és az 1841. évi általános választásokon a whigek vereséget szenvedtek. Peel ismét kormányra került, és a királynő whig-párti öltöztetőnőit el kellett távolítani.
1845-ben Írországban kitört a nagy burgonyavész. A következő négy évben több mint egymillió ír halt éhen és további egymillió vándorolt ki az úgynevezett Nagy Éhínség következtében. Emiatt Írországban Viktóriát „Az éhínség királynőjeként” tartják számon. Ő, személy szerint, 2000 fontot adományozott az éhínség áldozatainak, többet, mint bármely más egyéni adományozó. Támogatta továbbá a római katolikus szemináriumot a Maynooth Grant-vitában, a református egyházzal szemben Írországban. Az a történet, miszerint mindössze 5 fontot adományozott az íreknek és ugyanaznap hasonló összeget adományozott Batterseai Kutyaotthonnak, csak egy 19. század végi mítosz.
1846-ban a Peel-kormány egy politikai válságba keveredett a gabonatörvények visszavonása miatt. Sok tory – akiket azóta konzervatívokként ismernek – ellenezte a törvények visszavonásával, de Peel, a toryk egy része (akiket „peelistákként” hívtak), a whigek és a királynő is támogatta. Peel 1846-ban, amikor a törvényeket nagynehezen visszavonták, lemondott. Helyét Lord John Russell vette át.
| Brit miniszterelnökök Viktória királynő uralkodása idején                                                                       |                             |
| Hivatalba lépés éve | Miniszterelnök (Párt)       |
| 1835 | Lord Melbourne (Whig)       |
| 1841 | Sir Robert Peel (Tory)      |
| 1846 | Lord John Russell (W)       |
| 1852 (Feb.) | Lord Derby (T)              |
| 1852 (Dec.) | Lord Aberdeen (Peeliánus)   |
| 1855 | Lord Palmerston (Liberális) |
| 1858 | Derby (T)                   |
| 1859 | Palmerston (L)              |
| 1865 | Russell (L)                 |
| 1866 | Derby (T)                   |
| 1868 (Feb.) | Benjamin Disraeli (T)       |
| 1868 (Dec.) | William Ewart Gladstone (L) |
| 1874 | Disraeli (T)                |
| 1880 | Gladstone (L)               |
| 1885 | Lord Salisbury (T)          |
| 1886 (Feb.) | Gladstone (L)               |
| 1886 (Július) | Salisbury (T)               |
| 1892 | Gladstone (L)               |
| 1894 | Lord Rosebery (L)           |
| 1895 | Salisbury (T)               |
| Lásd még: Brit miniszterelnökök listája és a Viktória királynő uralkodása alatt:, Viktória királynő miniszterelnökeinek listája |                             |

A nemzetközi színtéren Viktória élénk figyelmet szentelt a Franciaország és az Egyesült Királyság közötti kapcsolatok javításának. Számos alkalommal látogatott el francia földre és fogadta az Orléans-ház tagjait, akik házassági kapcsolatban álltak a Coburgokkal. 1843-ban és 1845-ben Viktória és Albert I. Lajos Fülöp francia király vendégszeretetét élvezte a normandiai Château d’Eu kastélyban. Viktória volt az első angol vagy brit uralkodó, aki Franciaországba látogatott VIII. Henrik angol király és I. Ferenc francia király 1520-as, az ún. Aranybrokátmezei találkozója óta. Amikor Lajos Fülöp 1844-ben viszonozta a látogatást, ő lett az első francia uralkodó, aki meglátogatta angol kollégáját. Lajos Fülöpöt elmozdították az 1848. februári forradalom idején, és ezután a királyi család Angliába menekült. A forradalmi pánik csúcspontján, 1848 áprilisában, Viktória és családja elhagyta Londont az Osborne House nagyobb biztonsága kedvéért. Ez az ingatlan a Wight-szigeten állt, és 1845-ben vásárolta meg a királyi család, majd felújították. Azonban a chartista és ír nacionalista demonstrációk nem értek el magas támogatást, ezért jelentősebb zavargások nélkül elhaltak. Viktória első, 1849-es írországi látogatása nagy sikerrel járt a népesség körében, de semmilyen hatást nem gyakorolt az ír nacionalisták térnyerésével kapcsolatban.
A Russell-kormány, whig-pártisága ellenére, nem nyerte el a királynő tetszését. Felháborítónak találta a külügyminiszter, Lord Palmerston, viselkedését, aki gyakran anélkül intézkedett, hogy egyeztetett volna a kormánnyal, a miniszterelnökkel, vagy a királynővel. Viktória arról panaszkodott Russellnek, hogy Palmerston gyakran hivatalos jelentéseket küldött külföldi vezetőknek az ő tudta nélkül. Palmerston viszont, a királynő többszöri tiltakozása ellenére, hivatalában maradt, és továbbra is önállóan intézte a külügyeket. A külügyminiszter csak 1851-ben kényszerült távozásra, amikor a miniszterelnökkel való egyeztetés nélkül jelentette be, hogy az Egyesült Királyság elismeri Louis-Napoleon Bonaparte elnök puccsát Franciaországban. A következő évben a francia elnök III. Napóleon néven császárrá nyilvánította magát, amikorra a Russell-kormány már lemondott és helyébe a rövid életű kisebbségi Derby-kormány lépett.
1853-ban Viktória életet adott nyolcadik gyermekének, Lipótnak. A szülés során egy új érzéstelenítőt, a kloroformot is alkalmazták. Viktóriát annyira lenyűgözte az anyag hatása, hogy a szülési fájdalmak csillapítására 1857-ben, kilencedik és egyben utolsó gyermeke, Beatrix születésénél is alkalmazta, annak ellenére, hogy a papság ezt ellentétesnek ítélte a Biblia tanításaival, orvosai pedig veszélyesnek tartották. Viktória több terhessége után valószínűleg szülés utáni depresszióban szenvedett. Albert Viktóriának írt leveleiben többször panaszkodott az asszony dührohamaira. Például egyszer, nagyjából egy hónappal Lipót születése után, Albert egy levelében Viktória „szerencsétlen apróságok” miatti „folytonos hisztériáit” emlegette.
1855 elején Lord Aberdeen kormánya, ami Derby kabinetjét váltotta, vádaskodások kereszttüzébe került, amiért rosszul irányította a brit csapatokat a krími háborúban és lemondott. Viktória mind Derbyt, mind Russellt felkérte kormányalakításra, de egyiküknek sem volt elegendő támogatottsága. Ezért Viktória arra kényszerült, hogy Palmerstont bízza meg a kormány vezetésével.
III. Napóleon, mint a háborúban az Egyesült Királyság legközelebbi szövetségese, 1855. áprilisában Londonba látogatott, és még ugyanabban az évben augusztus 17. – 28. között Viktória és Albert viszonozta a látogatást. III. Napóleon Dunkerqueben találkozott a brit királyi párral, és Párizsba kísérte őket. Meglátogatták az Exposition Universelle-t, a párizsi világkiállítást (ami előtt már Albert 1851-ben megrendezte a Great Exhibition világkiállítást Londonban) és Bonaparte Napóleon sírját is az Invalidusoknál (ahova csak 1840-be került a francia császár). Ezen túl, díszvendégekként részt vettek egy 1200 fős bálon a versailles-i kastélyban.
1858. január 14-én egy Orsini nevű olasz menekült, akit Nagy-Britannia befogadott, merényletet kísérelt meg III. Napóleon ellen egy Angliában gyártott bombával. Az ezt követő diplomáciai válság destabilizálta a kormányt, ami ismét a hatalomhoz segítette Derby-t. Viktória és Albert részt vett egy új dokk átadásán a francia haditengerészet cherbourgi támaszpontján 1858. augusztus 5-én. Ezzel III. Napóleonnak az volt a célja, hogy megnyugtassa az Egyesült Királyságot, hogy katonai készülődése másfele irányul. Visszatérésekor Viktória megrótta Derbyt a Brit Királyi Haditengerészet rossz állapota miatt, francia riválisával szemben. Derby kormánya sem bírta sokáig és 1859 júniusában Viktória ismét Palmerstont nevezte ki miniszterelnöknek.

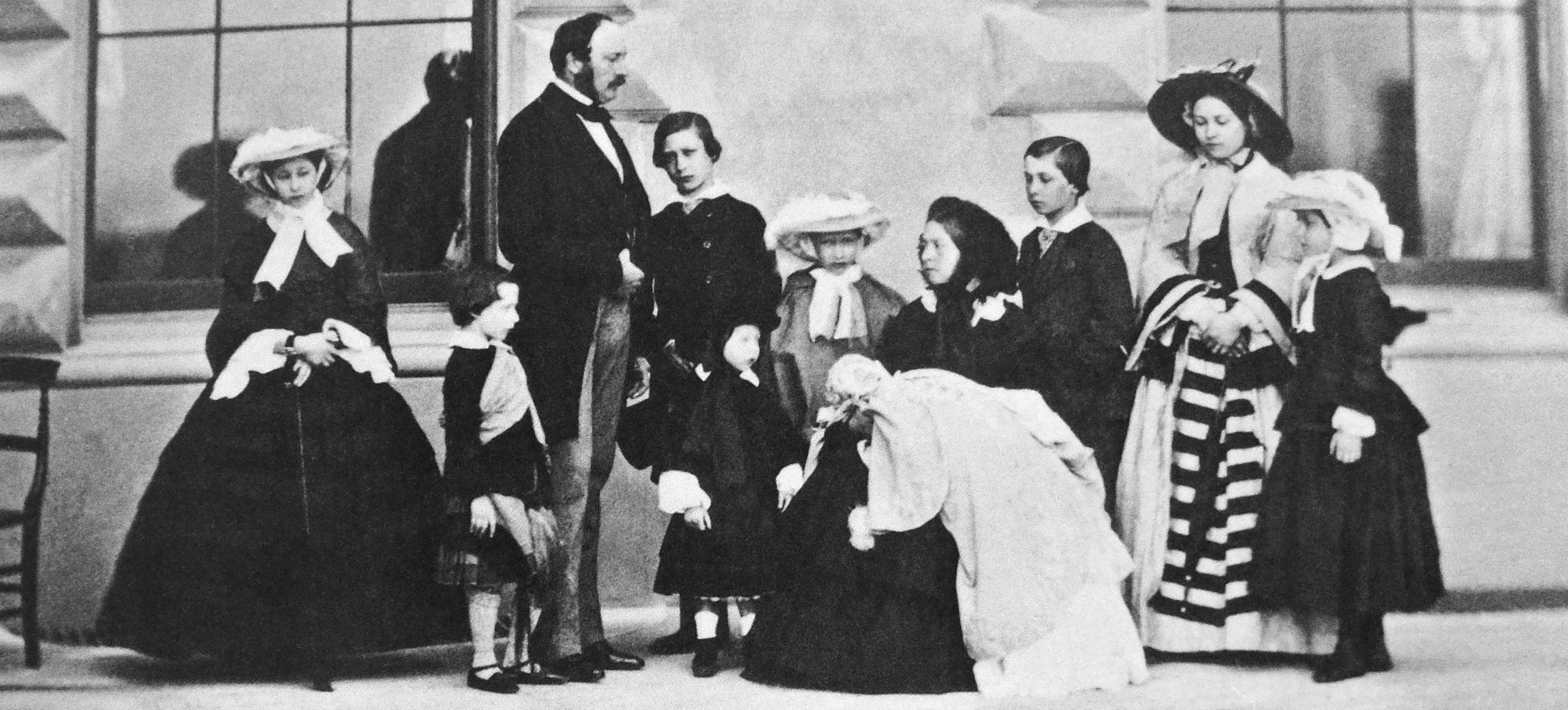
Albert herceg, Viktória királynő és kilenc gyermekük 1857-ben. Balról jobbra: Aliz, Artúr, a koronaherceg, a walesi herceg, Lipót (mögötte), Lujza, Beatrix, Alfréd, Viktória és Ilona.

Tizenegy nappal Orsini merényletkísérlete után, Viktória legidősebb lánya Londonban hozzáment Frigyes Vilmos porosz herceghez, a későbbi III. Frigyeshez. Már 1855 szeptembere óta jegyben jártak, akkor azonban Viktória hercegnő még csak 14 éves volt, a királynő és Albert herceg pedig csak 17 évesen engedélyezték neki a házasságot. A királynő és Albert abban reménykedtek, hogy lányuk és ifjú vejük liberalizálja majd a megnövekedett területű Poroszországot. Viktória „elszoruló szívvel” nézte végig, ahogy lánya elhagyja Angliát Németországért. „Tényleg borzongással tölt el” – írta egy alkalommal lányának, akivel rendszeres levelezést folytatott, „amikor végig nézek a te kedves, boldog, önfeledt nővéreiden, és belegondolok, hogy el kell veszítenem őket is – egytől egyig.” Nagyjából egy évvel később az ifjú Viktória életet adott a királynő első unokájának, Vilmosnak.

### Özvegysége
1861 márciusában elhunyt Viktória anyja, miközben a királynő végig mellette volt. A hátrahagyott iratokat olvasva Viktória rájött, mennyire szerette őt az anyja. Összetört szívvel Conroyt és Lehzent vádolta azzal, hogy „gonosz módon” elválasztották őt az anyjától. Hogy enyhítse felesége gyászát, Albert ideiglenesen átvette az ügyek többségének intézését, annak ellenére, hogy súlyos gyomorbántalmak kínozták. Augusztusban közösen látogatták meg fiukat, a walesi herceget, aki épp egy hadgyakorlaton vett részt Dublin közelében, és pár napot pihentek Killarney-ben. Novemberben hozták Albert tudomására a pletykát, hogy a fia egy színésznővel hált Írországban. A herceg megdöbbenve utazott Cambridge-be, ahol a fia tanult, hogy számon kérje a dolgot. December elejére Albert egészségi állapota megromlott. William Jenner hastífuszt diagnosztizált nála, amibe végül 1861. december 14-én belehalt. Viktória le volt sújtva. A férje halálát a walesi herceg flörtjei miatti aggodalomnak tudta be: „Ez a szörnyű kihágás ölte meg” hangoztatta a királynő. Állami gyászt rendelt el, és maga is fekete ruhát öltött a férje emlékére. Kerülte a nyilvánosságot és a következő években alig tette be a lábát Londonba. Ezzel a magatartással érdemelte ki a „windsori özvegy” megnevezést.
Viktória önként vállalt elszigeteltsége csökkentette a monarchia népszerűségét, aminek következtében előtérbe került a republikánus mozgalom. A királynő elvégezte hivatalos kötelezettségeit, de továbbra is az elszigeteltséget választotta. Többnyire a Windsor-kastélyban, az Osborne House-ban, vagy a Balmore Castle-ben töltötte. Utóbbi egy skóciai magánbirtok volt, amit még 1847-ben vásároltak meg Alberttel. 1864 márciusában egy tiltakozó ember cetlit ragasztott a Buckingham-palota kerítésére a következő felirattal: „Ez a nagy értékű ingatlan kiadó vagy eladó a korábbi tulajdonos üzleti kudarca miatt.” Nagybátyja, Lipót, próbálta levelében rávenni a királynőt, hogy mutatkozzon ismét a nyilvánosság előtt. Viktória beleegyezett, hogy meglátogassa a Királyi Kertészeti Társaság kertjeit Kensingtonban és nyitott kocsin tegyen egy sétát London utcáin.

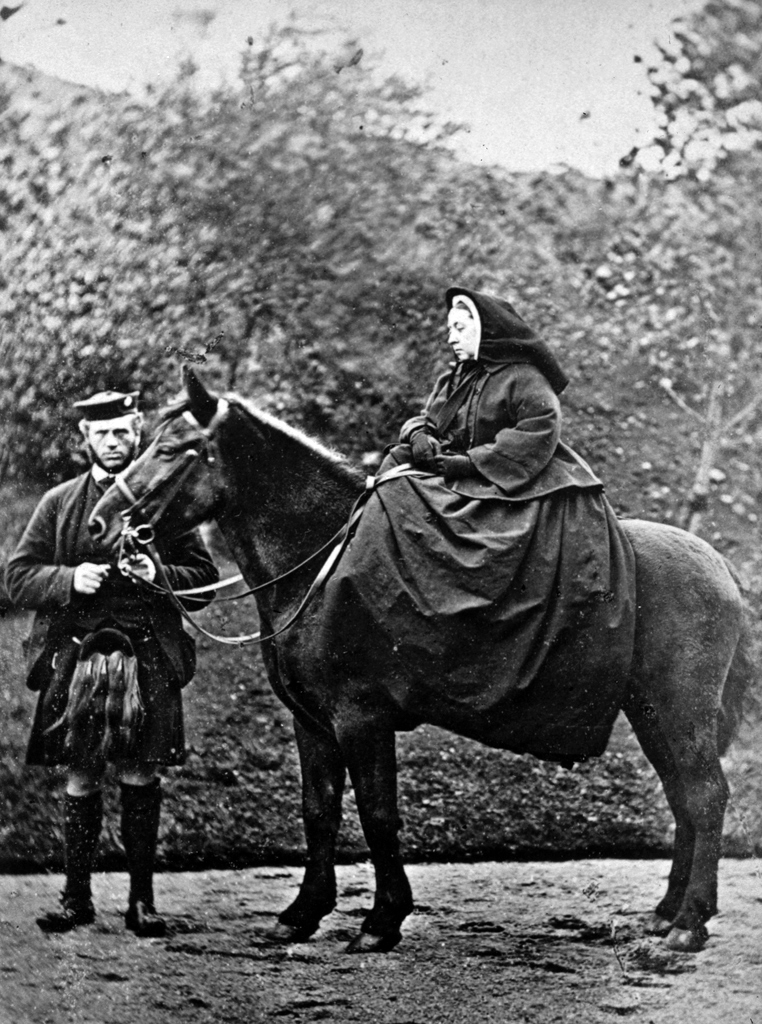
Viktória és Brown Balmoralben, 1863-ban.
G. W. Wilson fényképe.

Az 1860-as évek alatt Viktória egyre inkább skót inasára, John Brownra támaszkodott. A gonosz pletykák romantikus kapcsolatot, sőt, titkos házasságot is vizionáltak közöttük, a királynőre pedig ráaggatták a „Mrs. Brown” gúnynevet. Ez a történet volt az 1997-es Mrs. Brown című film ihletője. Edwin Landseer festménye Viktóriát Brown kíséretében ábrázolja a Királyi Akadémián, Viktória pedig kiadott egy könyvet Levelek felföldi életünk útjáról címmel, amelyben nem fukarkodott a dicséretekkel Brown irányában.
1865-ben meghalt Palmerston, és Russell rövid kormányzása után ismét Derby került hatalomra. 1866-ban Viktória részt vett a parlamenti évadnyitón, először Albert halála óta. A következő évben támogatta az 1867-es reformtörvény elfogadását, ami megduplázta a választópolgárok számát azzal, hogy kiterjesztette a választójogot a városi munkásemberekre, ugyanakkor a nők szavazati jogát viszont a királynő sem támogatta. Derby 1868-ban lemondott, helyét pedig Benjamin Disraeli vette át, aki lenyűgözte a királynőt. „Mindenki szereti a hízelgést,” – mondta az újdonsült miniszterelnök – „az uralkodóknál pedig egyszerűen lehetetlen túlzásba vinni.” Azzal bókolt a királynőnek, hogy úgy hivatkozott kettőjükre, mint „mi, írók, felség”. Disraeli kormánya alig pár hónapot élt meg, az év végére már liberális ellenfele, William Ewart Gladstone állt a kormány élén. Viktória sokkal kevésbé találta vonzónak új miniszterelnöke viselkedését. Állítólag arra panaszkodott, hogy a kormányfő úgy beszél hozzá, „mintha egy gyűlés lennék, nem pedig nő”.
1870-ben erős republikánus hangulat uralkodott el az Egyesült Királyságban, amit a Harmadik Francia Köztársaság kikiáltása váltott ki és a királynő magánya is gerjesztette. A Trafalgar téren tartott republikánus gyűlésen a radikálisok a királynő eltávolítását követelték. 1871 augusztusában és szeptemberében a királynő súlyosan megbetegedett. Egy tályogot találtak a karjában, amit Joseph Lister sikerrel kitisztított és fertőtlenített újonnan felfedezett antiszeptikus karbolsavas permetjével. 1871 késő novemberében, a republikánus mozgalom csúcspontján, a walesi herceg is elkapta a hastífuszt, ugyanazt a betegséget, ami az apját is elvitte, és a királynő attól tartott, hogy ő is belehal. Eduárd állapota Albert halálának tizedik évfordulójára sem javult, Viktória pedig mély depresszióba süllyedt. Általános megelégedésre azonban végül a trónörökös meggyógyult. Anya és fia együtt vett részt egy felvonuláson Londonban és egy hálaadó misét tartatott a Szent Pál-székesegyházban 1872. február 27-én. Ezt követően a republikánus lendület alábbhagyott.
1872 februárjának utolsó napjaiban, két nappal a hálaadó mise után, a 17 éves Arthur O’Connor (az ír képviselő, Feargus O’Connor testvérének unokája) meglóbált egy töltetlen pisztolyt Viktória felé, amikor az nyitott kocsijában épp a Buckingham-palota kapuja felé tartott. Az ekkor is a királynővel tartózkodó Brown elkapta a férfit, akit 12 havi börtönbüntetésre ítéltek. Az incidens következtében Viktória népszerűsége ismét nőni kezdett.

### India császárnője

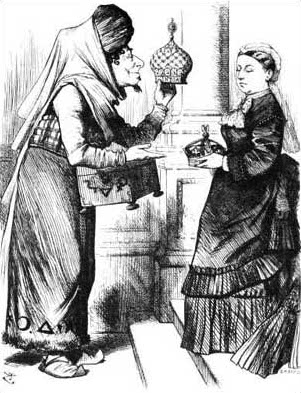
„Új korona a régiért!” Egy 1876-os Punch-rajz Disraeliről, Abanazer, az Aladdin című pantomim szereplőjének képében, amint felajánlja India koronáját a brit királyiért cserébe

Az 1857-es szipojlázadás után a Brit Kelet-indiai Társaságot, amely India nagy részét uralta, feloszlatták, és az indiai szubkontinensen található brit birtokokat és protektorátusokat integrálták a Brit Birodalomba. A királynőnek viszonylag elfogulatlan véleménye volt a konfliktusról, és elítélte a mindkét oldalon elkövetett mészárlásokat. A naplójában írt a „borzalom és sajnálat érzéséről ezen véres polgárháború miatt”, és Albert sürgetésére ragaszkodott ahhoz, hogy a hivatalos proklamációt, amelyben az állam átveszi a hatalmat a Társaságtól, „a nagylelkűség, a jóindulat és a vallási türelem hassa át”. Utasítására töröltek a szövegből egy részt, amely azzal fenyegetett, hogy „aláássa a helyi vallásokat és szokásokat”, helyette pedig egy, a vallásszabadságot biztosító bekezdés került a szövegbe.

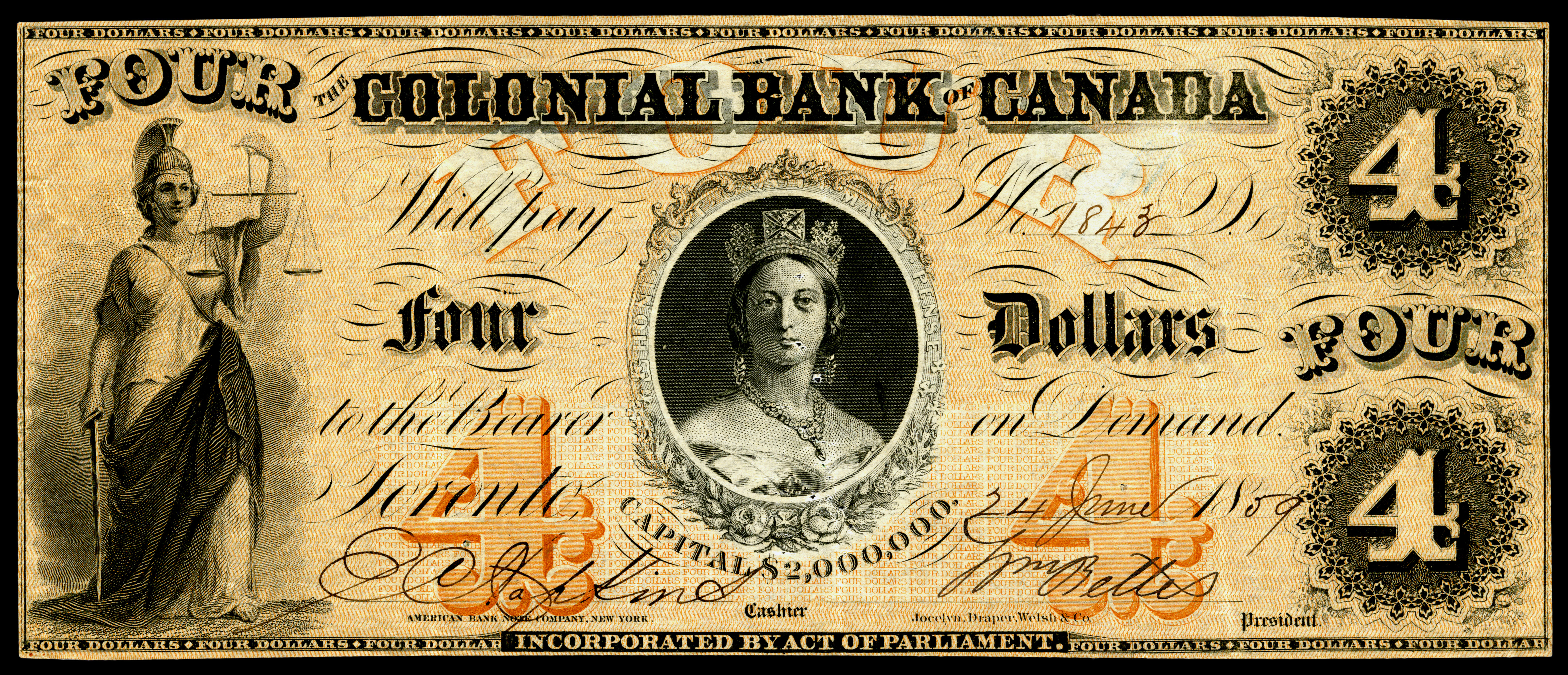
A kanadai Colonial Bank of Canada 1859-es 4 dolláros bankjegye Viktória királynő portréjával.

Az 1874. évi általános választásokon Disraeli visszaszerezte a hatalmat. Keresztülvitte a Nyilvános Istentiszteleti Törvényt, amely eltávolította a katolikus elemeket az anglikán vallásból, amit Viktória is hevesen támogatott. Ő a rövidebb, egyszerűbb szertartásokat kedvelte, és személy szerint sokkal inkább vonzódott a Skót Presbiteriánus Egyházhoz, mint az Episzkopális Angol Egyházhoz. Szintén ekkor vitte keresztül Disraeli az 1876-os uralkodói titulatúra törvényt a Parlamenten, amely feljogosította Viktóriát, hogy 1876. május 1-jén felvegye az „India császárnője” címet. A címet hivatalosan a Delhi Durbaron, az indiai uralkodók szertartásos, Viktória iránti alattvalói hódolatát kifejező gyűlésén proklamálták 1877. január 1-jén.
1878. december 14-én, Albert halálának évfordulóján, Viktória második lánya, Aliz, aki IV. Lajos hesseni nagyherceg felesége volt, meghalt diftériában, Darmstadtban. Viktória megjegyezte, hogy a dátumok egybeesése „szinte hihetetlen és felfoghatatlan”. 1879 májusában megszületett Viktória első dédunokája Feodora Viktória Auguszta személyében (aki Sarolta porosz királyi hercegnőnek, Viktória hercegnő és III. Frigyes német császár lányának gyermeke volt), és betöltötte „szegény öreg 60. születésnapját”. „Idősnek” érezte magát „szeretett gyermeke elvesztése miatt”.
1877 áprilisa és 1878 februárja között ötször fenyegetőzött a lemondásával, hogy nyomást gyakoroljon Disraelire, hogy az fellépjen Oroszország ellen az orosz–török háború során. Fenyegetőzése azonban nem volt hatással sem az eseményekre, sem a rákövetkező berlini kongresszus eredményeire. Disraeli expanzionista külpolitikája, amit Viktória is támogatott, olyan konfliktusokhoz vezetett, mint az angol–zulu háború és a második angol–afgán háború. „Ha fenn akarjuk tartani pozíciónkat, mint elsőrangú nagyhatalom” – írta –, „készen kell állnunk támadásokra és háborúkra, bárhol és FOLYAMATOSAN”. Viktória úgy tekintett a Brit Birodalom terjeszkedésére, mint jóindulatú civilizációs tevékenységre, a helyiek védelmére más agresszív hatalmaktól és uralkodóktól. „Nem a mi módszerünk országok annektálása” – mondta –, „ha csak nem köteleznek & kényszerítenek rá”. Viktória legnagyobb sajnálatára Disraeli elveszítette az 1880. évi általános választásokat, és ismét Gladstone lett a miniszterelnök. Amikor Disraeli a következő évben meghalt, azt mondta, hogy megvakul a „sűrűn hulló könnyektől”, és emléktáblát állíttatott neki „hálás uralkodójától és barátjától, Viktória R. I.” felirattal.

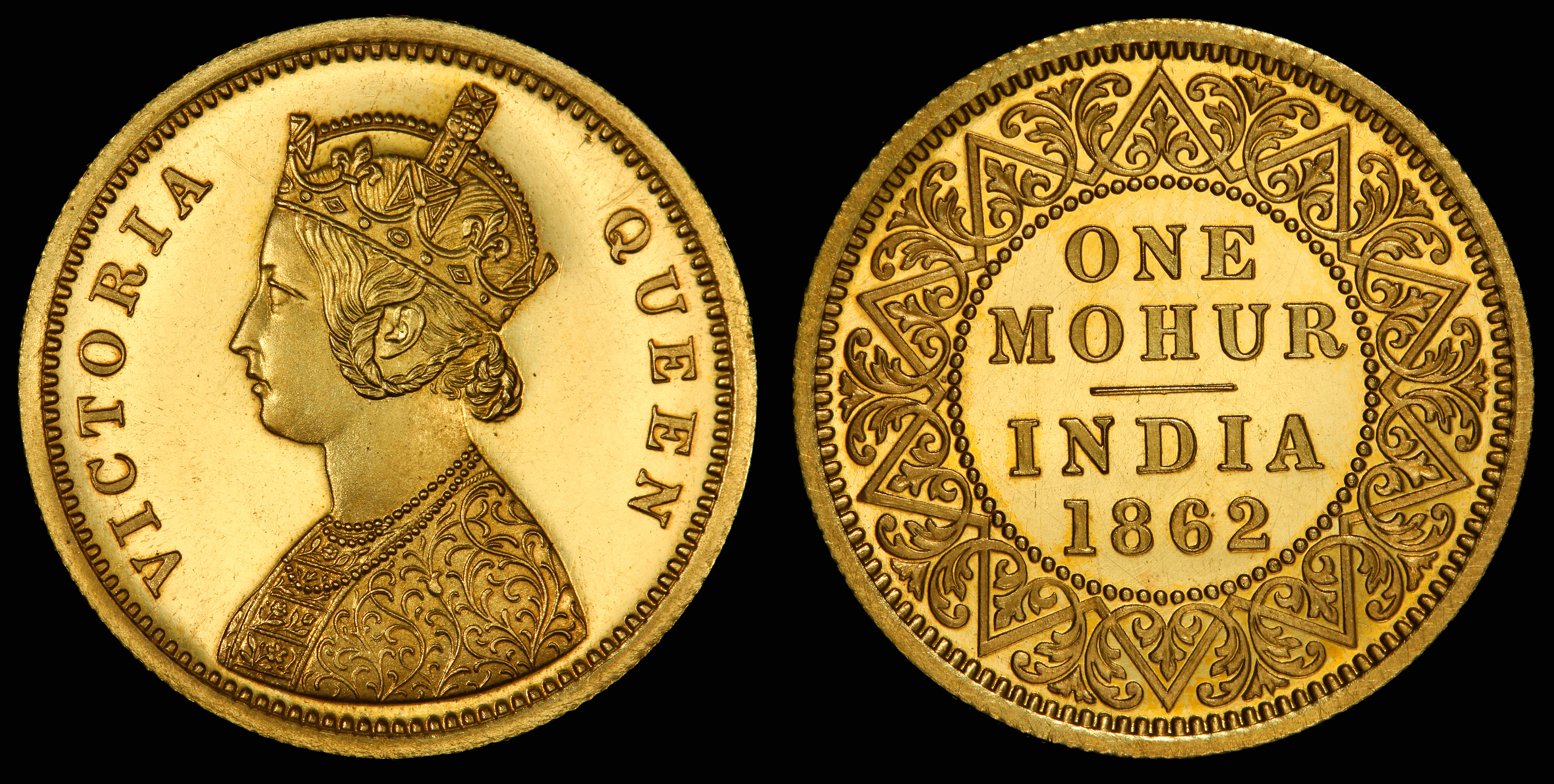
Brit Indiai 1862-es 1 mohur (=15 ezüstrúpia) aranyérme viktória képmásával.

### Kései évek

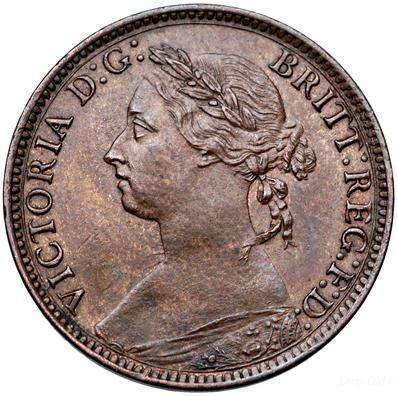
Viktória bronz farthingja (1/4 penny, azaz 1/960 font sterling), 1885-ből.

1882. március 2-án Roderick Maclean, egy elégedetlen költő, akinek egyik versét Viktória visszautasította, rálőtt a királynőre, amikor az kocsijában elhagyta a windsori vasútállomást. Két etoni diák azonban leütötte őt az esernyőjével, amíg a rendőrök oda nem értek, hogy letartóztassák a férfit. Viktória felháborodott, amikor a bíróság őrültsége miatt felmentette a férfit, de a merényletkísérlet után az iránta való hűségnyilatkozatok annyira meghatották, hogy azt mondta, „megérte a lövést, hogy megtudjam, mennyien szeretnek”.
1883. március 17-én legurult a lépcsőn a windsori palotában, ami miatt júliusig sántított. Soha többé nem épült fel teljesen, és ezután rendszeresen kínozta a reuma is. Brown tíz nappal a baleset után elhunyt, és titkára, Sir Henry Ponsonby legnagyobb megrökönyödésére Viktória Brown felmagasztaló életrajzának írásával kezdett foglalkozni. Ponsonby és Randall Davidson, Windsor esperese, akik mindketten látták a korai tervezeteket, azt tanácsolták Viktóriának, hogy ne hozza azt nyilvánosságra, arra hivatkozva, hogy ez alapot adhat az eltitkolt szerelemről szóló pletykáknak. A kéziratot később megsemmisítették. 1884 elején Viktória nyilvánosságra hozta korábbi könyvének folytatását, További levelek felföldi életünk útjáról címmel, amit „odaadó személyes hívének és jó barátjának, John Brownnak” dedikált. A Brown halálának évfordulója utáni napon Viktóriát telegramban értesítették arról, hogy legkisebbik fia, Lipót, meghalt Cannes-ban. „Ő volt a legkedvesebb az én drága fiaim között” – panaszoltra. A következő hónapban Viktória legkisebb gyermeke, Beatrix találkozott és beleszeretett Henrik battenbergi hercegbe Viktória unokájának, Viktória és Lajos Sándor battenbergi herceg esküvőjén. Beatrix és Henrik már az esküvőt tervezték, de Viktória eleinte ellenezte a tervet, mivel azt akarta, hogy Beatrix társaságként otthon maradjon vele. Egy év után Beatrix és Henrik megnyerte őt azzal az ígérettel, hogy vele maradnak.
Viktória örült, amikor Gladstone 1885-ben lemondott, miután elutasították költségvetését. Azt gondolta a volt miniszterelnök kormányáról, hogy ez „a legrosszabb, ami valaha volt”, és őt vádolta Gordon tábornok Kartúmban bekövetkezett halála miatt. Gladstone-t Lord Salisbury váltotta. Salisbury kormánya csak pár hónapig tartott ki, és Viktória arra kényszerült, hogy visszahívja Gladstone-t, akit „félig őrült & tényleg sok tekintetben nevetséges öregembernek” nevezett. Gladstone megpróbált keresztülvinni egy törvényt az ír nemzeti kormányzatról, de azt, Viktória megelégedésére, leszavazták a parlamentben. A következő általános választásokon Gladstone pártja alulmaradt Salisburyével szemben, és a két államférfi ismét szerepet váltott.

#### Arany évforduló
1887-ben a Brit Birodalom Viktória királynő arany jubileumát ünnepelte. Viktória június 20-án ünnepelte trónra lépésének ötvenedik évfordulóját egy banketten, amire 50 királyt és herceget hívtak meg. A következő napon részt vett egy körmeneten, ami, Mark Twain szavai szerint, „mindkét irányban elérte a látóhatárt”, és részt vett egy hálaadó misén a Westminsteri apátságban. Ebben az időben Viktória ismét rendkívül népszerű volt. Két nappal később, június 23-án felfogadott két indiai pincért, akik közül az egyik Abdul Karim volt, akit hamarosan előléptettek „munshivá” (egyfajta titkár Indiában), és aki hindi-urdu nyelvre tanította a királynőt és az inasaként szolgált. A család és Viktória támogatói felháborodtak, és azzal vádolták Abdul Karimot, hogy a muzulmán Patrióta Ligának kémkedik és a hinduk ellen hangolja a királynőt. Frederick Ponsonby udvarmester (Sir Henry fia) felfedezte, hogy a munshi hazudott a származását illetően, és jelentette Lord Elginnek, India alkirályának, hogy „a Munshi nagyon hasonló pozíciót foglal el, mint John Brown.” Viktória azonban elutasította a panaszokat, mint faji előítéletet. Abdul Karim a királynő szolgálatában maradt, amíg annak halála után nyugdíjazva vissza nem tért Indiába.
Viktória lánya Németország császárnéja lett 1888-ban, de egy éven belül megözvegyült. Ekkor Viktória unokája lett a német császár, II. Vilmos néven. Vilmos uralma alatt a Viktória és Albert által remélt liberalizáció nem következett be Németországban. Vilmos ugyanis az autokráciában hitt. Viktória úgy ítélte, hogy „szívtelen és tapintatlan – és… a lelkiismeretét & intelligenciáját teljesen megrontották”.
Gladstone több mint 82 évesen tért vissza a hatalomba az 1892. évi általános választások eredményeként. Viktória tiltakozott, amikor a miniszterelnök egy radikális képviselő, Henry Labouchere kinevezését javasolta a kabinetbe, és Gladstone-nal megállapodtak, hogy nem nevezi ki. 1894-ben Gladstone lemondott, és Viktória – a távozó miniszterelnökkel való egyeztetés nélkül – Lord Roseberyt nevezte ki. A kormányzat azonban gyenge maradt, és a következő évben Lord Salisbury leváltotta őt. Viktória uralkodásának fennmaradó részében már ő maradt a miniszterelnök.

#### Gyémánt évforduló

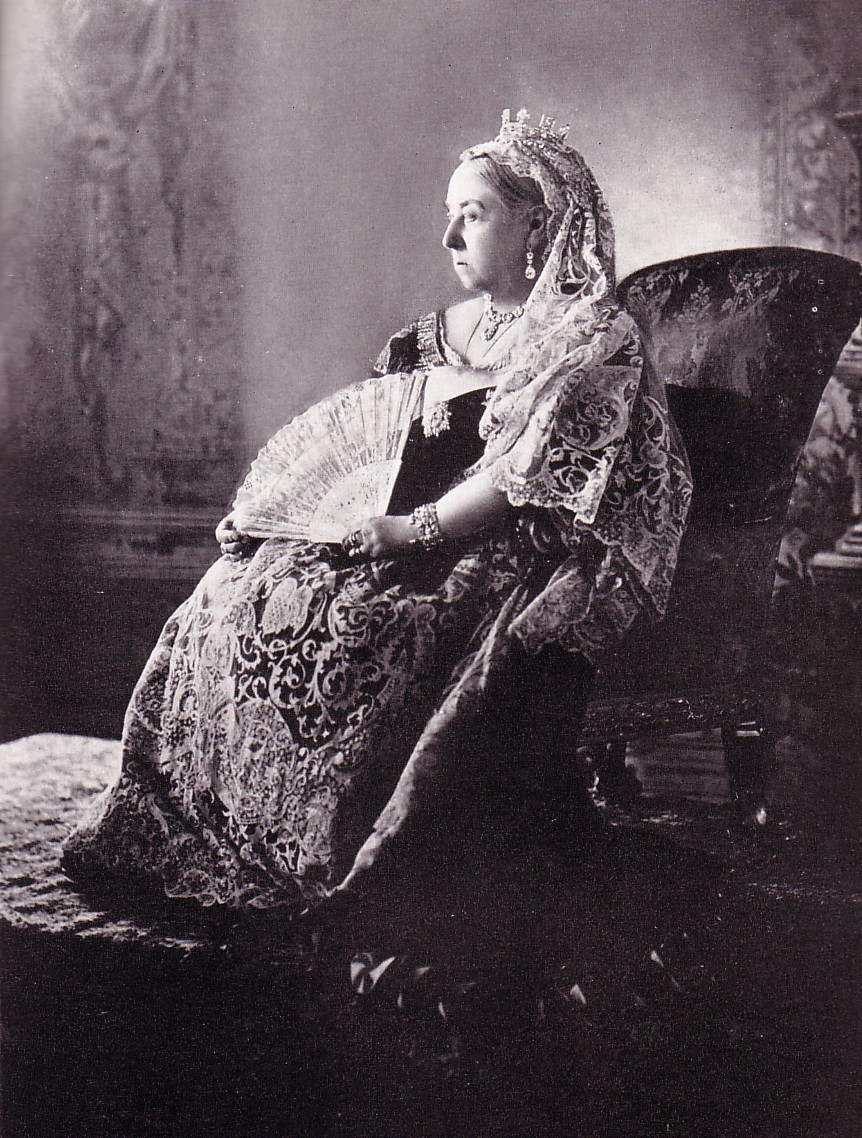
Viktória királynő a gyémánt jubileumán (London, 1897)

1896 szeptemberében felülmúlta III. Györgyöt, mint a leghosszabb ideig trónon lévő uralkodót az angol, skót és brit történelemben. A királynő azt kérte, hogy a különleges alkalom megünneplését halasszák el 1897-re, hogy egyszerre tarthassák meg a gyémánt jubileumával, amit ünnepnapnak nyilvánítottak a Brit Birodalomban a gyarmatügyi miniszter, Joseph Chamberlain javaslatára.
Az ünnepségre meghívták az összes önkormányzattal rendelkező domínium miniszterelnökét, és a királynő gyémánt jubileuma alkalmából rendezett londoni felvonuláson részt vettek a birodalom különböző tájainak csoportjai. A felvonulást megszakították egy hálaadó mise kedvéért, amit a szabad téren tartottak a Szent Pál székesegyháznál, amit Viktória nyitott kocsijában ült végig. Az ünneplést áthatotta a szeretet a hetvenes éveiben járó királynő iránt.
Viktória rendszeresen az európai kontinensen nyaralt. 1889-ben, biarritzi tartózkodása idején ő lett az első brit uralkodó, aki spanyol földre lépett, amikor egy rövid látogatás alkalmával átlépte a határt. 1900 áprilisára a második búr háború annyira népszerűtlen volt a kontinensen, hogy szokásos éves franciaországi utazását tanácsosabbnak látszott elhalasztani. Ehelyett a királynő meglátogatta Írországot, első alkalommal 1861 óta, részben azért, hogy ezzel is elismerje az ír ezredek kiállását a Dél-Afrikában zajló háborúban. Júliusban a második fia, Alfréd („Affie”) elhunyt. „Ó, Istenem! Az én szegény drága Affie-m is elment” – írta. „Ez egy rettenetes év. Semmi más, csak szomorúság és borzalom egyik és másik módon.”

#### Halála és a trónutódlás
Szokása szerint, mint özvegysége időtartama alatt mindenkor, Viktória 1900 karácsonyát is az Osborne House-ban töltötte, a Wight-szigeten. A reuma már teljesen lebénította a lábát, a szemeit pedig szürke hályog homályosította el. Kora januártól kezdve már „gyengén és rosszul” érezte magát, január közepétől pedig „álmos… kába, [és] zavart” volt. Egy keddi napon hunyt el agyvérzés következtében, 1901. január 22-én, este fél hétkor, 81 éves korában. Fia, a jövendőbeli VII. Eduárd brit király és legidősebb unokája, II. Vilmos német császár állt az ágya mellett.
Viktória már 1897-ben instrukciókat írt a temetését illetően, amit katonai tiszteletadással képzelt el, ahogy illik az egy katona lányához és a hadsereg fejéhez, és mindezt fehér ruhában, nem feketében. január 25-én VII. Eduárd, a német császár, Artúr brit királyi herceg segített őt a koporsóba emelni. Fehér ruhába és az esküvői fátylába öltöztették. A saját kérésére az orvos és az öltöztetői egy sor emléktárgyat helyeztek a koporsójába kiterjedt családjától, barátaitól és alkalmazottaitól. Albert egyik háziköntösét is mellé helyezték a férfi egy gipszből készült tenyérlenyomatával együtt. Brown egy hajtincse és a róla készült fénykép a királynő bal kezébe került, a család tekintetétől egy gondosan elhelyezett virágcsokorral rejtve. Ékszerek sorát helyezték rá, beleértve John Brown anyjának jegygyűrűjét, amit a férfi 1883-ban ajándékozott neki. A temetését február 2-án, szombaton tartották a Windsor-palota Szent György-kápolnájában, és miután két napig a ravatalon feküdt, Albert mellé helyezték örök nyugalomra a Frogmore Mauzóleumba, a Windsori Nagy Parkban. Amikor behelyezték a sírboltba, havazni kezdett.
Ükunokája uralkodásáig Viktória volt a leghosszabb ideig trónon ülő brit uralkodó és az eddigi világtörténelem leghosszabb ideig regnált uralkodónője. Összesen 63 évig, 7 hónapig és 2 napig ült az Egyesült Királyság trónján. Ő volt a Hannoveri-ház utolsó uralkodója a szigetországban. Fia és utóda, VII. Eduárd, az apját követve alapította meg a Szász–Coburg–Gothai-házat.

#### Öröksége

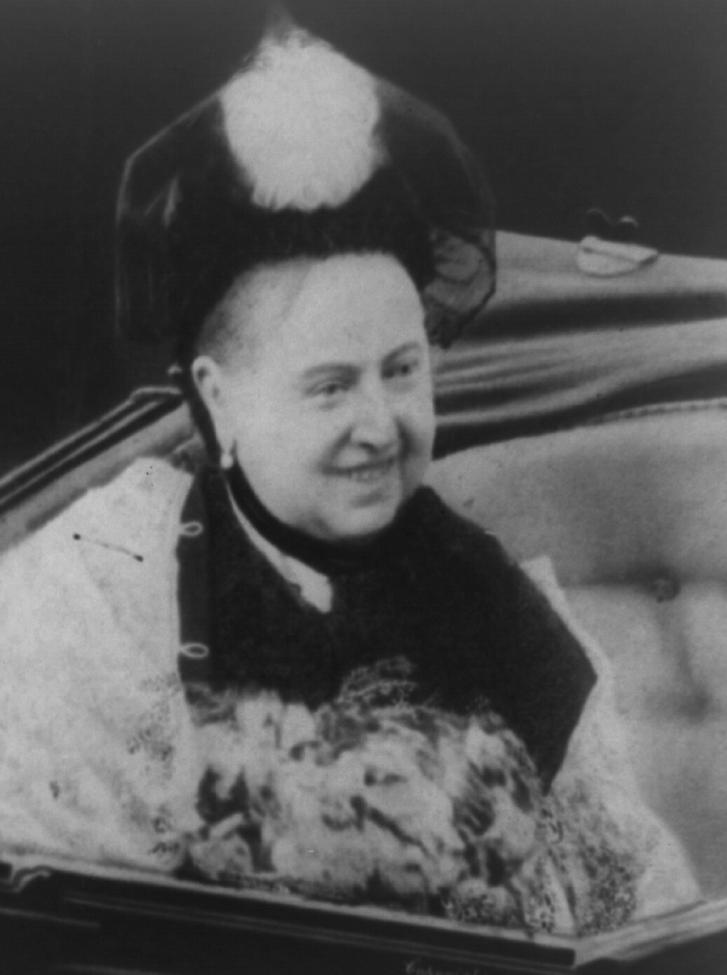
A vidám Viktória. Neki tulajdonítják a híres „Nem vagyunk elragadtatva” mondást, de nincs rá közvetlen bizonyíték, hogy valaha is tényleg elhangzott volna a szájából, ő maga pedig tagadta, hogy ilyet mondott volna. Az udvari személyzet és családtagjai visszaemlékezései szerint Viktória „nagyon is jól szórakozott, harsogva nevetett” nem egyszer.

Egyik életrajzírója, Giles St Aubyn szerint Viktória átlagosan 2500 szót írt le naponta felnőttként. 1832 júliusától egészen a haláláig részletes naplót vezetett, ami végül 122 kötet terjedelemre rúgott. Viktória halála után legkisebb lánya, Beatrix lett az iratok gondozója. A hercegnő átírta és összeszerkesztette a trónra lépése után írt naplókat, az eredeti példányokat pedig elégette. Ennek ellenére azonban a naplók többsége fennmaradt. Beatrix másolata mellett Lord Esher is lemásolta az 1832 és 1861 közötti időszakra vonatkozó bejegyzéseket, mielőtt Beatrix tűzre vetette volna őket. Viktória kiterjedt levelezésének egy részét már kiadták az A. C. Benson, Hector Bolitho, George Earle Buckle, Lord Esher, Roger Fulford, Richard Hough és mások által szerkesztett kötetekben.
Viktória külső megjelenése egyáltalán nem volt megnyerő. Kövér volt, nem magasabb 155 centinél, és rosszul öltözött. Ennek ellenére fenséges volt a megjelenése. Özvegysége első éveiben rendkívül népszerűtlen volt, de az 1880-as és 1890-es években közszeretetnek örvendett. Ekkor ő testesítette meg a Brit Birodalmat, mint egy jóindulatú mátriárka. Csak naplója és levelei publikálása után vált köztudottá, mekkora hatással volt a politikai életre. Viktória számos életrajza még az előtt íródott, hogy sok forrás nyilvánosságra került volna. Így történt Lytton Strachey Queen Victoria című munkájával is 1921-ben. Ezek mára elavultnak számítanak. Az Elizabeth Longford és Cecil Woodham-Smith által 1964-ben és 1972-ben írt életrajzok még mindig széles körben elfogadottak. Ők és mások azt állapították meg, hogy a magánszemély Viktória érzelmes volt, makacs, őszinte, és szerette az egyenes beszédet.

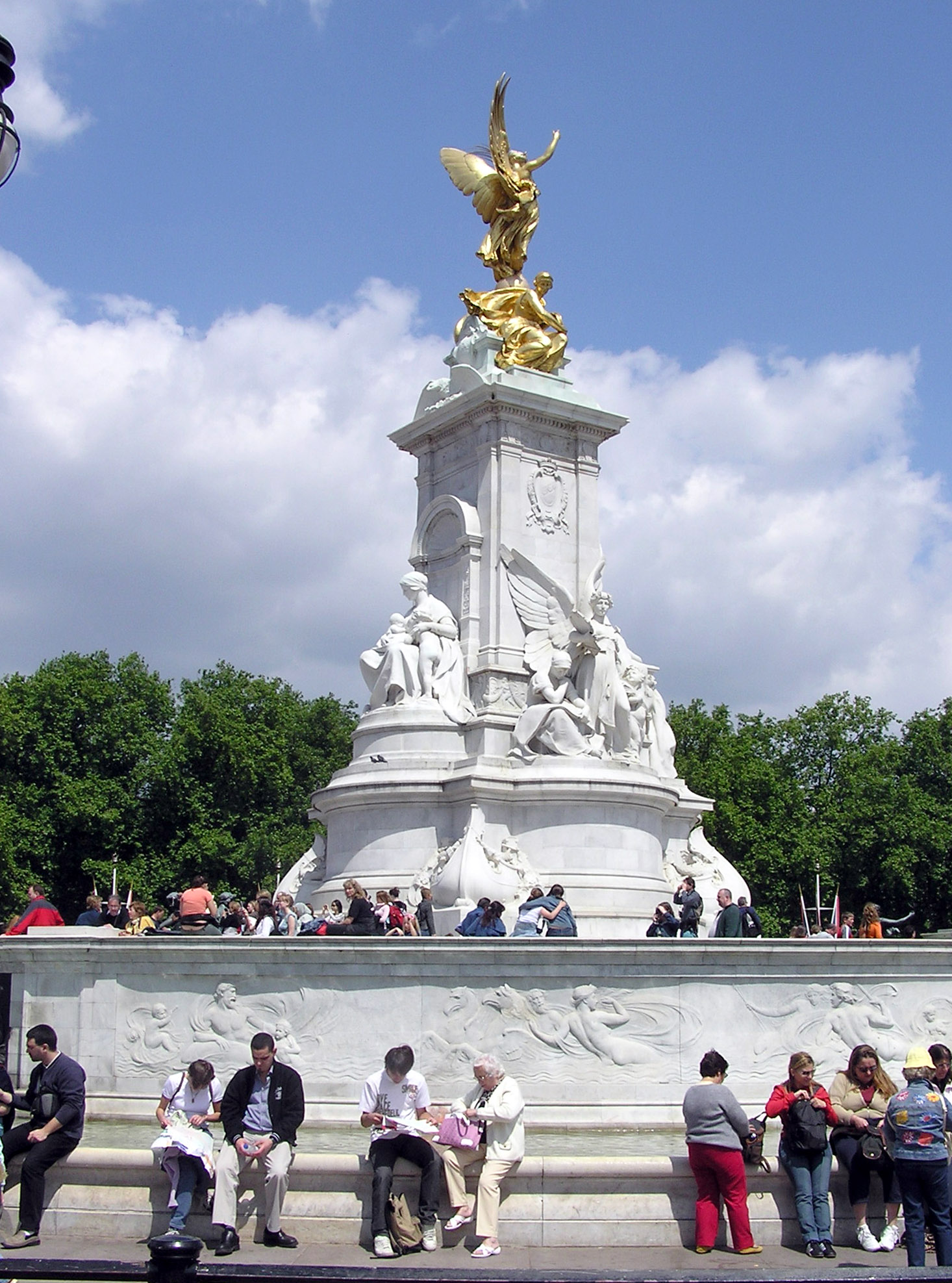
A Victoria Memorialt a Buckingham-palotával szemben, a palota homlokzatának felújításakor emelték, a királynő halála után tíz évvel

Viktória uralkodása alatt folytatódott a modern alkotmányos monarchia intézményeinek fokozatos kiépülése az Egyesült Királyságban. A választójog kiszélesítése növelte a képviselőház hatáskörét a Lordok Háza és a monarchia rovására. 1867-ben Walter Bagehot azt írta, hogy az uralkodónak csak „a konzultáció, az ösztönzés és a figyelmeztetés joga maradt”. Ahogy Viktória monarchiája egyre inkább elvesztette politikai jellegét és szimbolikussá vált, úgy fektetett egyre nagyobb hangsúlyt a moralitásra és a családi értékekre, éles ellentétben a Hannoveri-ház korábbi tagjainak szexuális, pénzügyi és személyes botrányaival, amelyek lejáratták a monarchiát. A „családi monarchia” koncepciója, amivel a virágzó középosztály azonosulni tudott, megszilárdította a királyság intézményét.

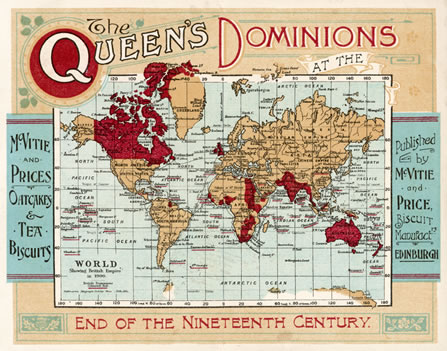
A Brit Birodalom térképe Viktória uralkodása idején, a 19. század végén

Viktória, az európai uralkodói családokkal fennálló kapcsolata miatt kiérdemelte az „Európa nagymamája” megnevezést. Viktóriának és Albertnek 42 unokája született, akik közül 34 érte meg a felnőttkort. Leszármazottjuk II. Erzsébet brit királynő, Fülöp edinburgh-i herceg, V. Harald norvég király, XVI. Károly Gusztáv svéd király, II. Margit dán királynő, I. János Károly spanyol király és Zsófia spanyol királyné. Egyik gyermeke, Lipót, a legkisebb fia hemofíliás véralvadási betegségben szenvedett, amit a királynő két lánya, Alíz és Beatrix is hordozott rezisztens módon. A királyi hemofíliát örökölte Viktória több unokája, így Alekszej Nyikolajevics Romanov orosz nagyherceg, Alfonso aszturiai herceg és Gonzalo spanyol infáns. Az a tény, hogy a betegség oly gyakori Viktória leszármazottai között, de felmenőinél egyáltalán nem fordul elő, teret engedett a modern spekulációknak arról, hogy a királynő apja valójában nem a kenti herceg volt, hanem egy hemofíliás. Viktória anyjával kapcsolatban nincs írásos bizonyíték a hemofíliára. A betegség a férfiaknál többnyire jobban kiütközik, így ha létezett is a kenti hercegnő közelében ilyen személy, annak súlyosan betegnek kellett lennie. Sokkal valószínűbb, hogy a mutáció spontán keletkezett, mivel Viktória apja már idős volt a lánya fogantatása idején, és a hemofília gyakrabban alakul ki kései gyermekeknél. Az ilyen spontán mutációnak a szóban forgó esetben 30% az esélye.
A világ különböző tájain szenteltek helyeket és emlékműveket a királynő emlékének, különösen a nemzetközösségi országokban. A róla elnevezett helyek közé tartozik a Seychelle-szigetek fővárosa, Afrika legnagyobb tava, a Viktória-vízesés, Brit Columbia és Saskatchewan fővárosa, valamint két ausztrál állam (Victoria és Queensland).

### Viktória királynőről elnevezett helyek
Az alábbi lista tartalmaz néhányat a Viktória királynő után elnevezett helyekből:
- Az Egyesült Királyságban: a Buckingham palota előtt álló Viktória-emlékmű, a Viktória és Albert Múzeum, a London Victoria pályaudvar és a Viktória rakpart (emellett számtalan utca, tér és park), a Victoria metróvonal Londonban
- Victoria, Brit Columbia kanadai tartomány székhelye
- Viktória-tó, az Afrikai Nagy Tavak egyike
- Viktória-vízesés, a Zambézi vízesése Zambia és Zimbabwe határán
- Victoria, a Seychelle-szigetek fővárosa
- Victoria, szövetségi állam Ausztráliában
- Victoria, város Máltán
- Victoria park és Victoria-kikötő Hongkongban

A Viktória-keresztet 1856-ban alapították a krími háborúban mutatott bátorság elismeréseként. Később ez vált a legmagasabb brit, kanadai, ausztrál és új-zélandi katonai kitüntetéssé, amit a bátorság elismeréseként adnak. A Viktória-nap állami ünnep Kanadában és egy helyi állami ünnep Skócia egyes részein, amit a május 24. előtti utolsó hétfőn (vagy éppen május 24-én) ünnepelnek (ez ugyanis a királynő születésnapja).
Viktória uralkodása alatt a Brit Birodalom a világ vezető nagyhatalmává vált, elsősorban az ún. „egyensúly politika” sikeres alkalmazása miatt.
A krími háborúban sikerült Oroszország befolyását visszaszorítania. Uralkodása alatt jött létre Olaszország és Németország is. Az ő segítségével sikerült több balkáni államnak függetlenednie Törökországtól (Románia, Szerbia, Bulgária). Az 1861-ben kitört amerikai polgárháborúba egy incidens miatt majdnem beavatkozott: az unió egy hajója megtámadott egy brit személyszállító hajót, amelyen két déli diplomata utazott. A királynő oszlatta fel a Brit Kelet-indiai Társaságot is, területeit brit koronagyarmatokká alakították.
Viktória – bár férje, Albert herceg halála után (1861) sokáig nem lépett a nyilvánosság elé –, öregkorára a brit nagyság jelképévé vált, főként azt követően, hogy Disraeli India császárnőjévé kiáltotta ki (1876).
Az ország kulturálisan is sokat fejlődött, hála elsősorban Albert herceg tevékenységének, aki a tudomány és a művészet kérdéseit mindig a szívén viselte. Az ő szervezésében rendezték meg 1851-ben a nagy londoni világkiállítást, amelyen számos ország vett részt, és több ezer tudományos, művészeti és kulturális tárgy került bemutatásra.
A királynő teljesen összetört férje halála után. Hónapokig nem jelent meg a nyilvánosság előtt, és ettől kezdve élete végéig gyászruhát hordott. Haláláig őrizte a férje emlékét, és rengeteget tett annak érdekében, hogy Albertet méltó módon megőrizze az angol emlékezet.

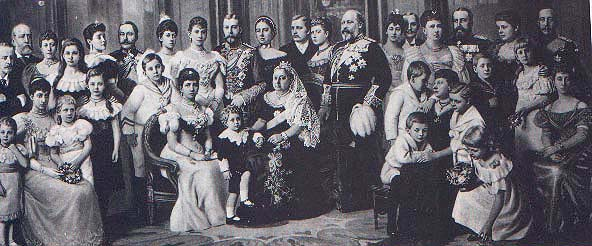
Viktória gyermekei és unokái körében

Ahogy fájdalma csökkent, mind jobban visszatalált a közéletbe, de zajos ünnepléseken soha többé nem vett részt. Gyászruhás alakja szimbólummá vált, és még inkább hozzájárult a viktoriánus erkölcsök megszilárdulásához: szigorúan őrizte a férje emlékét, szinte nem is tűrt meg újraházasodott özvegyasszonyt a környezetében. Öregkorára rögeszméjévé vált, hogy „megállítja az időt”: mindent lefényképeztetett, és nem engedett egy jottányi változtatást sem a környezetében.
A csapás ellenére politikailag és a magánéletben is aktív maradt: vasszigorral irányította gyermekei minden lépését, beleszólt még a legszemélyesebb ügyeikbe is (például milyen nevet adjanak a gyermekeiknek). Kilenc gyermeke révén, akiket királyi vagy hercegi házakba házasított ki, Európa szinte valamennyi királyi családjával rokonságba került, ezért nevezték „Európa nagymamájának” is. A számtalan későbbi csapás (több gyermekének halála) ellenére is rendíthetetlenül tette a kötelességét.
Halála egy egész korszak lezárultát jelentette.

### Viktória királynő tiszteletére elnevezett brit hadihajók
Viktória uralkodása során a brit Királyi Haditengerészet (Royal Navy) volt a messze legnagyobb és legerősebb az akkori világon. A királynő tiszteletére több nagy hadihajót is elneveztek.

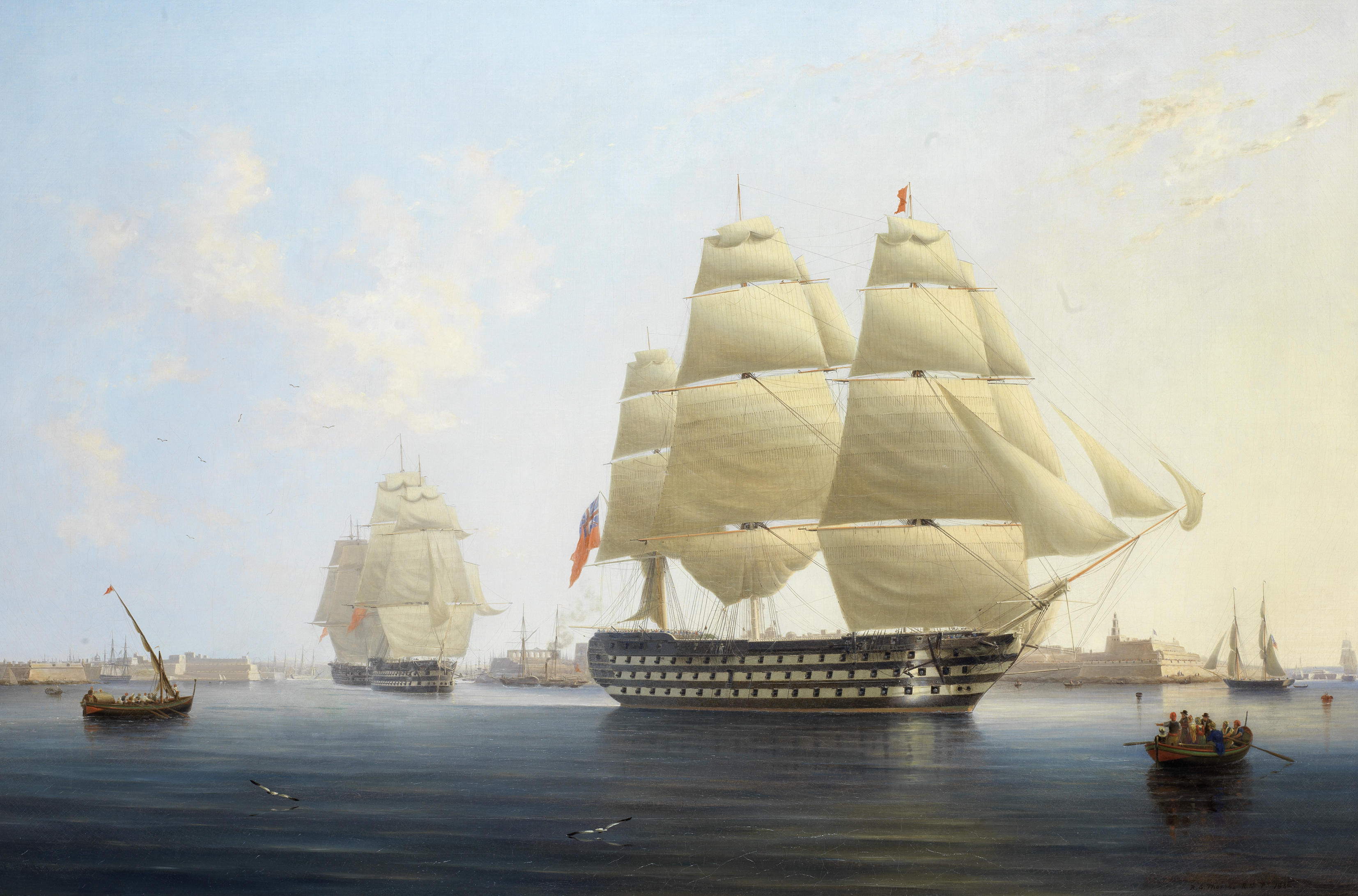
A Viktória királynő tiszteletére elnevezett, 1839-ben szolgálatba állított HMS Queen 110 ágyús első osztályú brit sorhajó.
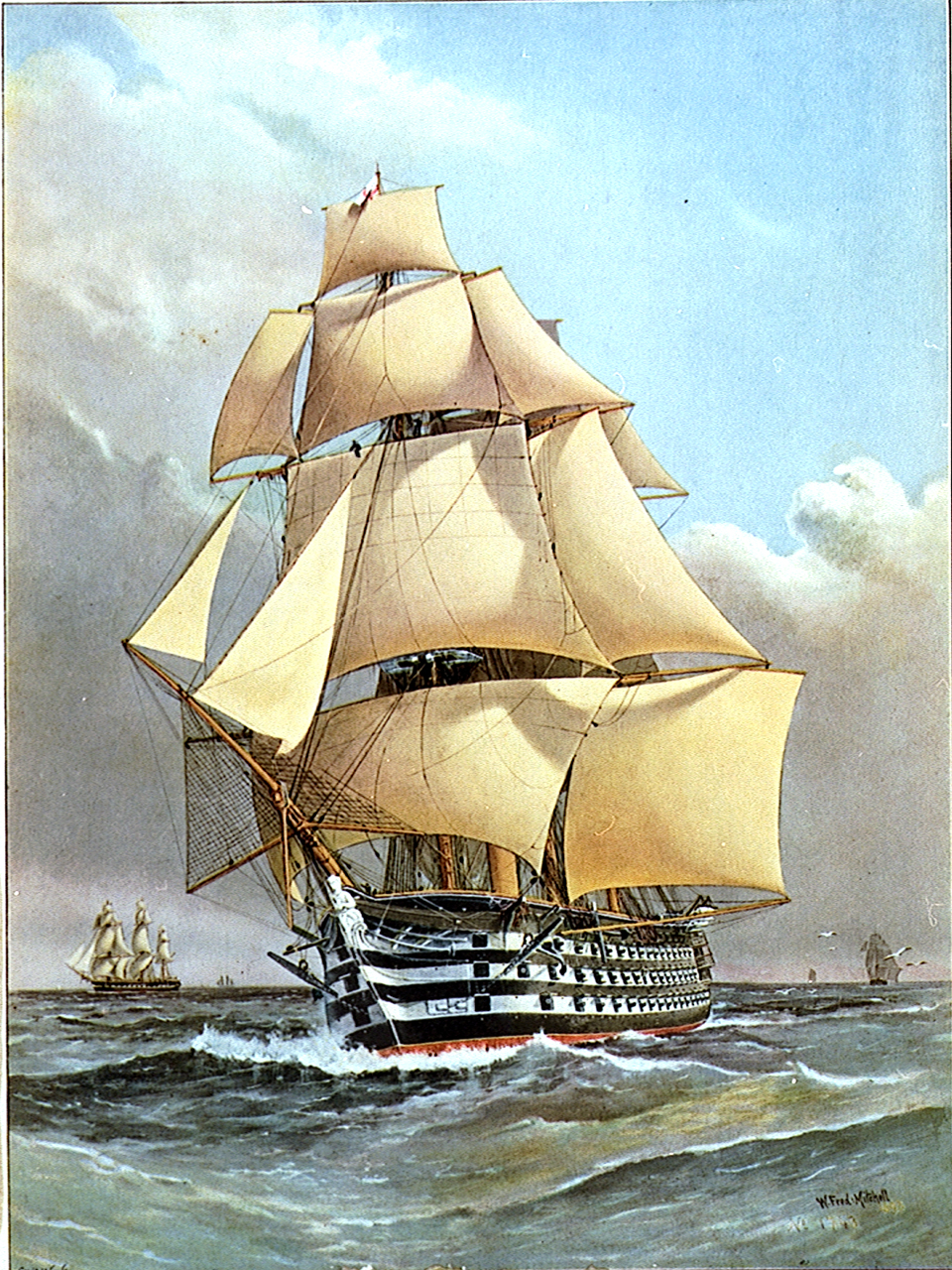
A Viktória királynő tiszteletére elnevezett HMS Victoria, 1859-ben szolgálatba állított, 6959 tonnás, 121 ágyús első osztályú brit sorhajó.
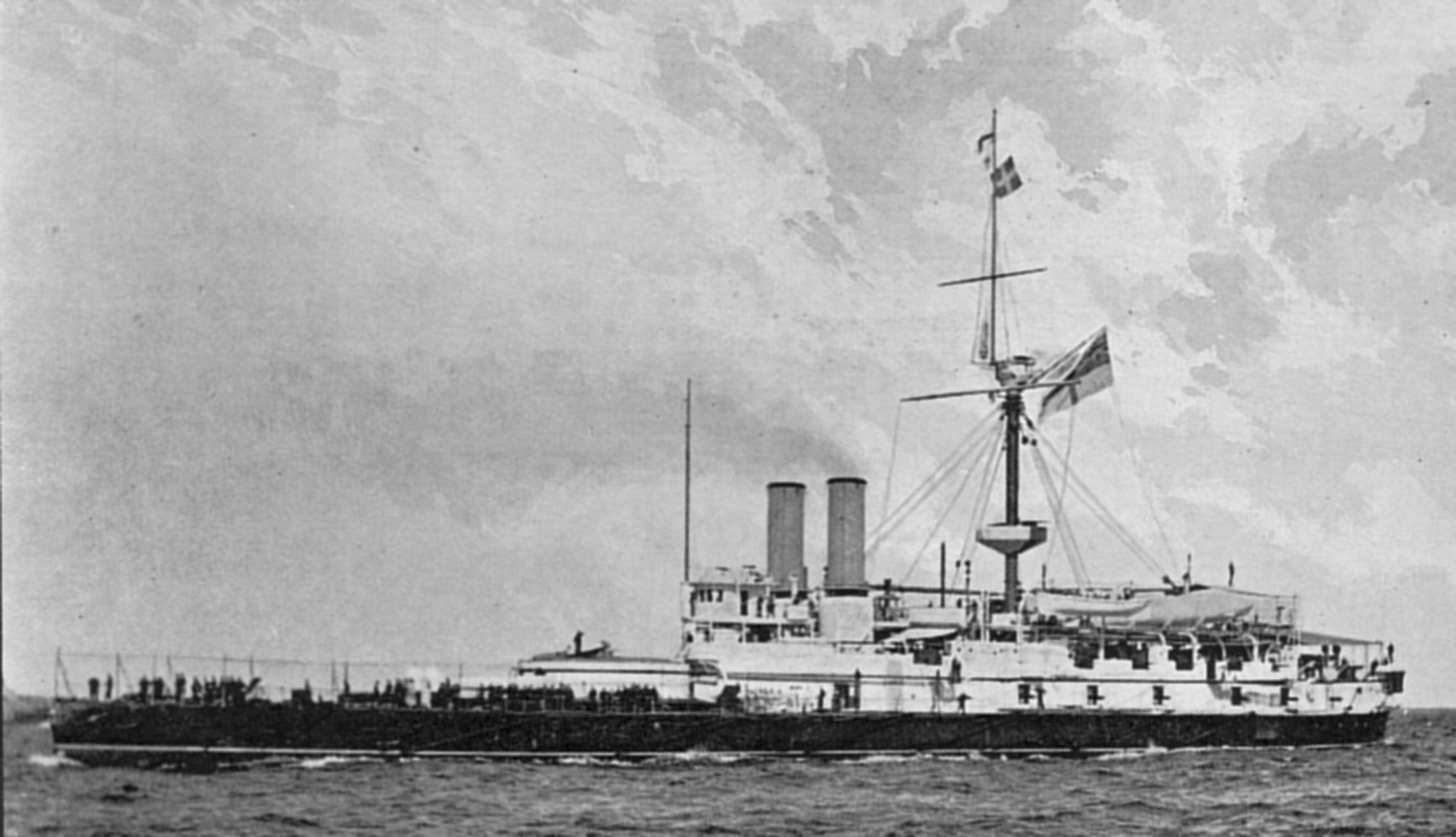
A Viktória királynő tiszteletére elnevezett, 1890-ben szolgálatba állított, 1893-ban balesetben elsüllyedt 11 200 tonnás HMS Victoria pre-dreadnought csatahajó.
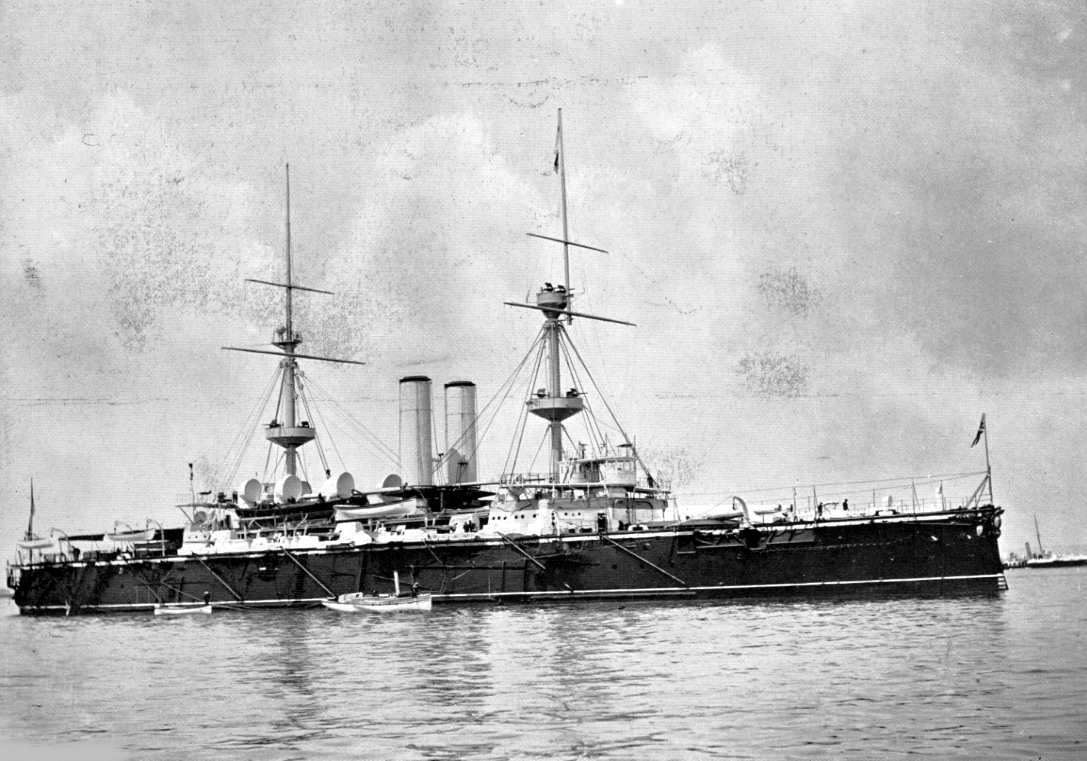
A Viktória, mint India császárnője tiszteletére elnevezett 14 140 tonnás, 1893-ban szolgálatba állított HMS Empress of India (India császárnője)  pre-dreadnought csatahajó 1897-ben.
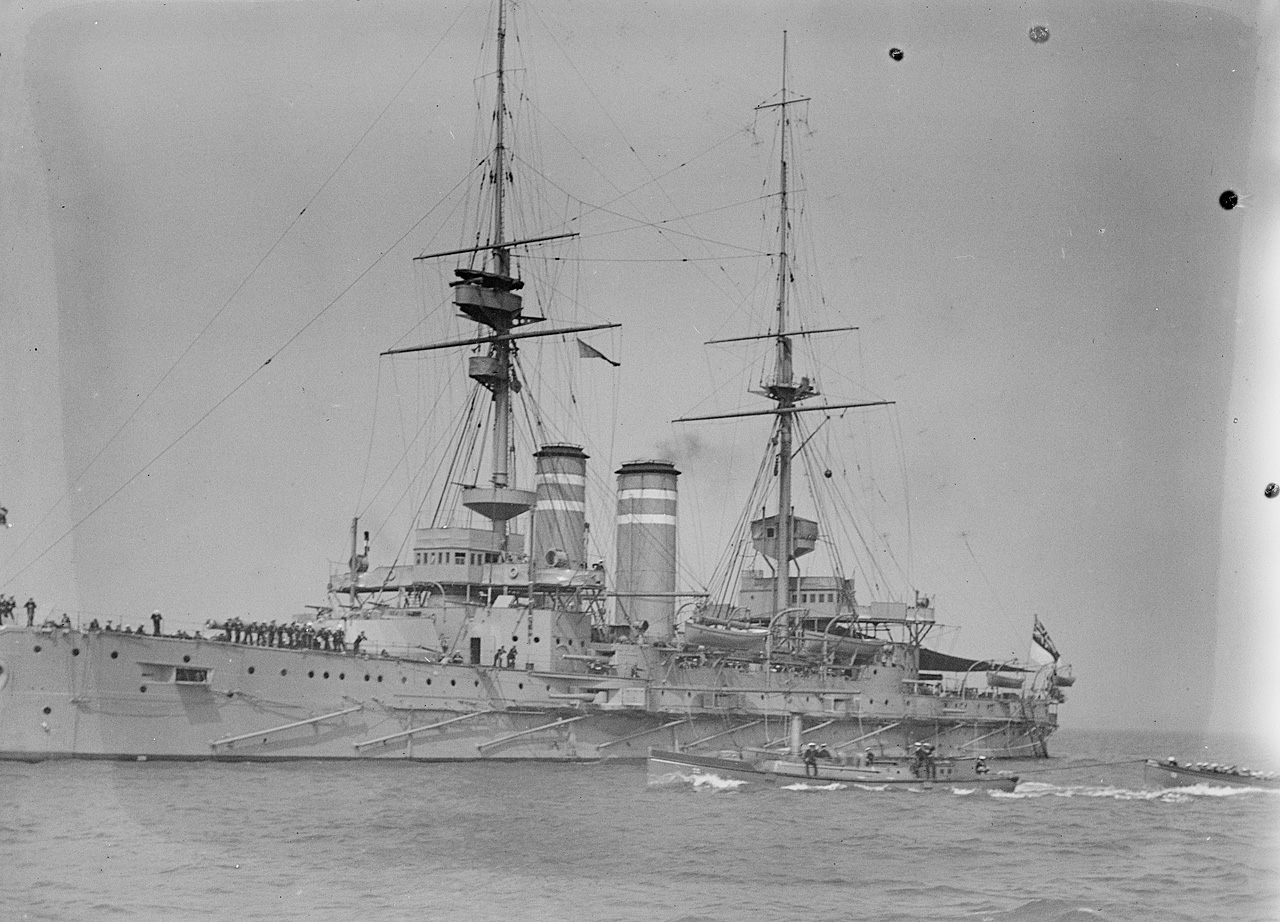
A Viktória tiszteletére elnevezett 14 140 tonnás, 1904-ben szolgálatba állított HMS Queen pre-dreadnought csatahajó 1909-ben.

## Megszólítása, titulatúrája és címere

### Megszólítása és titulatúrája
- 1819. május 24. – 1837. június 20.: Ő királyi fensége Alexandrina Victoria kenti hercegnő.
- 1837. június 20. – 1901. január 22.: Őfelsége a királynő.
- 1876. május 1. – 1901. január 22.: Ő császári felsége a királynő-császárnő.

Uralkodása végén a királynő teljes megnevezése és titulatúrája a következő volt: „Őfelsége Viktória, Isten kegyelméből Nagy-Britannia és Írország Egyesült Királyságának királynője, A Hit Védelmezője, India császárnője”.

### Címere

A királyi címer (Skócián kívül)

A királyi címer Skóciában

Trónra lépése előtt Viktória nem rendelkezett saját nagy címerrel. Mivel nem örökölhette meg Hannover trónját, címerén nem jelenhettek meg a Hannoveri Királyság jelképei, elődeitől eltérően. Az ő címerét viseli minden utódja, beleértve a jelenlegi királyt is.
Skócián kívül Viktória címerének pajzsa – amit a királyi zászlón is használt – a következő volt: Az I. és a IV. negyed vörös, három világos arany oroszlánnal (Anglia királyi címeréből), a II. negyed arany, keretbe foglalt ágaskodó oroszlánnal (Skócia királyi címeréből), a III. negyed pedig azúr, egy arany hárfával (Írország címeréből). Skóciában az I. és a IV. negyedet a skót oroszlán foglalja el és a II. negyedben látható az angol címer. Az oroszlán és az egyszarvú címertartók szintén felcserélődnek Skóciában.

## Szépirodalom, játékfilm
- 1955: Viktória története (The story of Victoria):címszereplő Romi Scneider
- 1997: Botrány a birodalomban (Mrs Brown): John Madden rendező brit filmje, főszereplők Judi Dench és Billy Connolly.
- 2001: Viktória és Albert (Victoria & Albert): John Erman rendező brit-amerikai filmje, címszereplők Victoria Hamilton és Jonathan Firth.[227]
- 2009: Az ifjú Viktória királynő (The Young Victoria): Jean-Marc Vallée rendező brit-amerikai filmje, Emily Blunt és Rupert Friend főszereplésével.
- 2016-2019: Viktória (Victoria): Tom Vaughan rendező brit filmsorozata, címszereplő Jenna Coleman.[228]
- 2017: Viktória királynő és Abdul (Victoria and Abdul): Stephen Frears rendező brit játékfilmje, címszereplők Judi Dench és Ali Fazal.[229]

### Könyvek
- Hibbert, Christopher (2000) Queen Victoria: A Personal History, London: HarperCollins, ISBN 0-00-638843-4
- Longford, Elizabeth (1964) Victoria R.I., London: Weidenfeld & Nicolson, ISBN 0-297-17001-5
- Marshall, Dorothy (1972) The Life and Times of Queen Victoria, London: Weidenfeld & Nicolson, ISBN 0-297-83166-6 [1992 reprint]
- Packard, Jerrold M. (1998) Victoria's Daughters, New York: St. Martin's Press, ISBN 0-312-24496-7
- Potts, D. M.; Potts, W. T. W. (1995) Queen Victoria's Gene: Haemophilia and the Royal Family, Stroud: Alan Sutton, ISBN 0-7509-1199-9
- St Aubyn, Giles (1991) Queen Victoria: A Portrait, London: Sinclair-Stevenson, ISBN 1-85619-086-2
- Strachey, Lytton (1921) Queen Victoria, London: Chatto and Windus online kiadás
- Waller, Maureen (2006) Sovereign Ladies: The Six Reigning Queens of England, London: John Murray, ISBN 0-7195-6628-2
- Weintraub, Stanley (1997) Albert: Uncrowned King, London: John Murray, ISBN 0-7195-5756-9
- Woodham-Smith, Cecil (1972) Queen Victoria: Her Life and Times 1819–1861, London: Hamish Hamilton, ISBN 0-241-02200-2

### Weboldalak
- Anglia királyai és királynői (angolul)
- Érdekességek, képek (angolul)
- Európa nagymamája (magyarul)

### Közzétett elsődleges források
- Benson, A.C.; Esher, Viscount (editors, 1907) The Letters of Queen Victoria: A Selection of Her Majesty's Correspondence Between the Years 1837 and 1861, London: John Murray online edition
- Bolitho, Hector (editor, 1938) Letters of Queen Victoria from the Archives of the House of Brandenburg-Prussia, London: Thornton Butterworth
- Buckle, George Earle (editor, 1926) The Letters of Queen Victoria, 2nd Series 1862–1885, London: John Murray
- Buckle, George Earle (editor, 1930) The Letters of Queen Victoria, 3rd Series 1886–1901, London: John Murray
- Connell, Brian (1962) Regina v. Palmerston: The Correspondence between Queen Victoria and her Foreign and Prime Minister, 1837–1865, London: Evans Brothers
- Duff, David (editor, 1968) Victoria in the Highlands: The Personal Journal of Her Majesty Queen Victoria, London: Muller
- Dyson, Hope; Tennyson, Charles (editors, 1969) Dear and Honoured Lady: The Correspondence between Queen Victoria and Alfred Tennyson, London: Macmillan
- Esher, Viscount (editor, 1912) The Girlhood of Queen Victoria: A Selection from Her Majesty's Diaries, 1832–40, London: John Murray online edition; vol 2 online
- Fulford, Roger (editor, 1964) Dearest Child: Letters Between Queen Victoria and the Princess Royal, 1858–61, London: Evans Brothers
- Fulford, Roger (editor, 1968) Dearest Mama: Letters Between Queen Victoria and the Crown Princess of Prussia, 1861–64, London: Evans Brothers
- Fulford, Roger (editor, 1971) Beloved Mama: Private Correspondence of Queen Victoria and the German Crown Princess, 1878–85, London: Evans Brothers
- Fulford, Roger (editor, 1971) Your Dear Letter: Private Correspondence of Queen Victoria and the Crown Princess of Prussia, 1863–71, London: Evans Brothers
- Fulford, Roger (editor, 1976) Darling Child: Private Correspondence of Queen Victoria and the German Crown Princess of Prussia, 1871–78, London: Evans Brothers
- Hibbert, Christopher (editor, 1984) Queen Victoria in Her Letters and Journals, London: John Murray, ISBN 0719541077
- Hough, Richard (editor, 1975) Advice to a Grand-daughter: Letters from Queen Victoria to Princess Victoria of Hesse, London: Heinemann, ISBN 0434348619
- Jagow, Kurt (editor, 1938) Letters of the Prince Consort 1831–61, London: John Murray
- Mortimer, Raymond (editor, 1961) Queen Victoria: Leaves from a Journal, New York: Farrar, Straus & Cudahy
- Ponsonby, Sir Frederick (editor, 1930) Letters of the Empress Frederick, London: Macmillan
- Ramm, Agatha (editor, 1990) Beloved and Darling Child: Last Letters between Queen Victoria and Her Eldest Daughter, 1886–1901, Stroud: Sutton Publishing, ISBN 9780862998806
- Victoria, Queen (1868) Leaves from the Journal of Our Life in the Highlands from 1848 to 1861, London: Smith, Elder online edition
- Victoria, Queen (1884) More Leaves from the Journal of Our Life in the Highlands from 1862 to 1882, London: Smith, Elder

### További olvasnivalók
- Arnstein, Walter L. (2003) Queen Victoria, New York: Palgrave Macmillan, ISBN 978-0333638064
- Gardiner, Juliet (1997) Queen Victoria, London: Collins and Brown, ISBN 978-1855854697
- Weintraub, Stanley (1987) Victoria: Biography of a Queen, London: HarperCollins, ISBN 978-0049230842

### Weboldalak
- Egy indiai szolga volt Viktória királynő leghűbb bizalmasa
- Viktória királynő a Rubicon folyóiratban
- Mi micsoda?
- Nagyot kaszáltak Viktória királynő bugyogójával Archiválva 2012. május 24-i dátummal a Wayback Machine-ben
- Footage of Queen Victoria's Funeral, 1901
- Works by Queen Victoria at archive.org
- The Death of Queen Victoria Archiválva 2011. július 18-i dátummal a Wayback Machine-ben Original reports from The Times
- Historical Images related to Victoria at English Heritage